# Coupe d'Espagne de football 2022-2023
 (juillet 2022).
Si vous disposez d'ouvrages ou d'articles de référence ou si vous connaissez des sites web de qualité traitant du thème abordé ici, merci de compléter l'article en donnant les références utiles à sa vérifiabilité et en les liant à la section « Notes et références ».
Navigation
Coupe du Roi 2021-2022 Coupe du Roi 2023-2024
La Coupe d'Espagne de football 2022-2023, ou Coupe du Roi, est la 120e édition de cette compétition.
115 équipes prennent part à la compétition. Les équipes filiales (équipes réserves) ne participent pas. Le vainqueur de la Coupe du Roi se qualifie pour disputer la phase de groupes de la Ligue Europa 2023-2024. Les deux finalistes se qualifient pour la Supercoupe d'Espagne.
La devise de la compétition jusqu'à la finale est Road to Sevilla.

## Format
Comme lors de l'édition précédente, les phases éliminatoires ont lieu à match unique sur le terrain de l'équipe de division inférieure. Ce n'est qu'au stade des demi-finales (8, 9 février et 1er, 2 mars 2023) que les éliminatoires se jouent en matches aller-retour.
Les quatre participants à la Supercoupe d'Espagne en janvier 2023 sont exempts des premiers tours et font leur entrée dans la compétition en 1/16 de finale (janvier 2023).

## Calendrier
| Tour                | Date du tirage   | Date                   | Matches | Équipes         | Détails du format |
| ------------------- | ---------------- | ---------------------- | ------- | --------------- | --- |
| Tour préliminaire   | 3 octobre 2022   | 19 octobre 2022        | 10      | 20 → 10         | Nouvelles entrées : 20 équipes territoriales de chaque fédération de communautés autonomes, deux dans le cas de l'Andalousie. Format du tirage au sort : Les équipes s'affrontent selon des critères de proximité géographique. Équipes locales : Chance du tirage au sort. Type d'éliminatoires : Match simple. |
| 1er tour            | 24 octobre 2022  | 12 et 13 novembre 2022 | 56      | 110 → 55 (+100) | Nouvelles entrées : Toutes les autres équipes participantes, à l'exception des quatre participants à la Supercoupe d'Espagne et le champion de Primera División RFEF 2021-2022. Format du tirage au sort : Dans la mesure du possible, les équipes de divisions inférieures affrontent les équipes de division supérieures. Équipes locales : Match joué à domicile par l'équipe de division inférieure, ou selon le tirage au sort si elles sont de la même division. Type d'éliminatoires : Match simple. |
| 2e tour             | 16 novembre 2022 | 20-21 décembre 2022    | 28      | 56 → 28 (+1)    | Nouvelles entrées : Le champion de Primera División RFEF 2021-2022. Format du tirage au sort : Dans la mesure du possible, les équipes de divisions inférieures affrontent les équipes de division supérieures. Équipes locales : Match joué à domicile par l'équipe de division inférieure, ou selon le tirage au sort si elles sont de la même division. Type d'éliminatoires : Match simple |
| Seizièmes de finale | à déterminer     | 4 janvier 2023         | 16      | 32 → 16 (+4)    | Nouvelles entrées : Les quatre équipes participant à la Supercoupe d'Espagne. Format du tirage au sort : Les 4 équipes de première division participants à la Supercoupe d'Espagne affrontent des équipes de troisième, de quatrième, de cinquième division ou de régionale ayant passé par le tour précédent, en commençant par les moins bien classées. Les équipes restantes s'affrontent, dans la mesure du possible, les équipes de division inférieures contre ceux de division supérieures. Équipes locales : Match joué à domicile par l'équipe de division inférieure, ou selon le tirage au sort si elles sont de la même division. Type d'éliminatoires : Match simple |
| Huitièmes de finale | à déterminer     | 18 janvier 2023        | 8       | 16 → 8          | Format du tirage au sort : Dans la mesure du possible, les équipes de divisions inférieures affrontent les équipes de division supérieures. Équipes locales : Match joué à domicile par l'équipe de division inférieure, ou selon le tirage au sort si elles sont de la même division. Type d'éliminatoires : Match simple |
| Quarts de finale    | à déterminer     | 25 janvier 2023        | 4       | 8 → 4           | Format du tirage au sort : Chance du tirage au sort. Équipes locales : Chance du tirage au sort. Type d'éliminatoires : Match simple |
| Demi-finales        | à déterminer     | 8 février 2023         | 2       | 4 → 2           | Format du tirage au sort : Chance du tirage au sort. Équipes locales : Chance du tirage au sort. Type d'éliminatoires : Match aller-retour. |
| Demi-finales        | à déterminer     | 1er mars 2023          | 2       | 4 → 2           | Format du tirage au sort : Chance du tirage au sort. Équipes locales : Chance du tirage au sort. Type d'éliminatoires : Match aller-retour. |
| Finale              | à déterminer     | 6 mai 2023             | 1       | 2 → 1           | Match unique au Stade La Cartuja, à Séville. Les deux équipes se qualifient pour la Supercoupe d'Espagne 2023-2024. Qualification pour la Ligue Europa : le vainqueur se qualifie pour la phase de groupes de la Ligue Europa 2023-2024. |

Notes
- Les matchs se terminant par un match nul seront départagés par une prolongation ; et s'il persiste, par une séance de tirs au but.

## Équipes qualifiées
Sont qualifiées pour la Coupe du Roi 2022-2023 :
- les vingt équipes de LaLiga Santander ;
- vingt-et-un des vingt-deux équipes de LaLiga SmartBank (excepté la Real Sociedad B car c'est une équipe filiale) ;
- dix équipes de Primera División RFEF. Ce sont les cinq premiers de chacun des deux groupes (excepté les équipes filiales) qui composent la Primera División RFEF qui participent à la Coupe du Roi ;
- vingt-cinq équipes de Segunda División RFEF. Ce sont les cinq premiers de chacun des cinq groupes (excepté les équipes filiales) qui composent la Segunda División RFEF qui participent à la Coupe du Roi ;
- vingt-cinq équipes de Tercera División RFEF. Ce sont les champions 2022 de chacun des 18 groupes (excepté les équipes filiales) qui composent la Tercera División RFEF et les sept meilleurs deuxièmes qui participent à la Coupe du Roi ;
- les quatre demi-finalistes de la Copa Federación 2022 ;
- les vingt vainqueurs des éliminatoires.

| LaLiga Santander Les 20 équipes de la saison 2021-2022 | LaLiga SmartBank 21 des 22 équipes de la saison 2021-2022 | Primera División RFEF Les cinq premiers de chacun des 2 groupes de la saison 2021-2022, à l'exclusion des équipes filiales                                                                            | Segunda División RFEF Les cinq premiers de chacun des 5 groupes de la saison 2021-2022, à l'exclusion des équipes filiales | Tercera División RFEF La meilleure équipe de chacun des 18 groupes de la saison 2021-2022 plus les 7 meilleurs deuxièmes, à l'exclusion des équipes filiales | Copa Federación Les quatre demi-finalistes de la Copa Federación 2022 | Ligues régionales Les vainqueurs des 20 groupes du sixième échelon de la saison 2021-2022 |
| - Deportivo Alavés - Athletic Bilbao - Atlético de Madrid - FC Barcelone - Real Betis - Cadix CF - Celta de Vigo - Elche CF - Espanyol de Barcelone - Getafe CF - Grenade CF - Levante UD - RCD Majorque - CA Osasuna - Rayo Vallecano - Real Madrid - Real Sociedad - Séville FC - Valence CF - Villarreal CF | - AD Alcorcón - UD Almería - SD Amorebieta - Burgos CF - FC Cartagena - SD Eibar - CF Fuenlabrada - Girona FC - SD Huesca - UD Ibiza - UD Las Palmas - CD Leganés - CD Lugo - Málaga CF - CD Mirandés - SD Ponferradina - Real Oviedo - Sporting de Gijón - CD Tenerife - Real Saragosse - Real Valladolid | - Albacete Balompié - FC Andorra - Atlético Baleares - Deportivo La Corogne - Gimnàstic de Tarragone - Linares Deportivo - Racing de Ferrol - Racing de Santander - CF Rayo Majadahonda - UD Logroñés | - Arenas Club - CP Cacereño - AD Ceuta FC - Córdoba CF - CD Coria - Coruxo FC - CD Eldense - SD Gernika Club - Hércules CF - CD Ibiza Islas Pitiusas - CF Intercity - CF La Nucía - Lleida Esportiu - AD Mérida - Real Murcie - CD Numancia - CD Palencia Cristo Atlético - SCR Peña Deportiva - Pontevedra CF - CDA Navalcarnero - Racing Rioja - AD San Juan - Sestao River - CD Teruel - AD Unión Adarve | - CD Alfaro - SD Almazán - CD Arnedo - Atlético Paso - Atlético Saguntino - SD Beasain - CA Cirbonero - CD Diocesano - Gimnástica de Torrelavega - CD Guadalajara - CD Guijuelo - CD Huétor Tájar - Juventud de Torremolinos - Las Rozas CF - CD Lealtad - CD Manacor - CE Manresa - UE Olot - Ourense CF - CD Quintanar del Rey - Recreativo de Huelva - Utebo FC - CD Utrera - CF Vimenor - Yeclano Deportivo | - UD Alzira - CD Arenteiro - Real Unión - CD San Roque de Lepe        | - CD Algar - CD Amigó - Atlético de Lugones - CD Autol - UD Barbadás - CE Cardassar - CD Cazalegas - CD Ceuta 6 de Junio - Dinamo de San Juan CF - CD Fuentes - CD L'Alcora - CD Los Yébenes - San Bruno - Melilla CD - CFJ Mollerussa - Montilla CF - CD Rincón - CD Santa Amalia - Turégano CF - Universitario FC - Velarde CF |

1. 1 2 3 4  Ces quatre équipes rejoignent la compétition en 16e de finale, en tant que participants à la Supercoupe d'Espagne.
2. ↑  Le Racing de Santander rejoint la compétition au 2e tour, en tant que champion de Primera División RFEF.

## Résultats

### Tour préliminaire

#### Tirage au sort
Le tirage au sort a lieu le 3 octobre 2022. Les équipes sont réparties dans quatre pots selon des critères géographiques.
| Pot 1                                                                                 | Pot 2                                           | Pot 3                                                                     | Pot 4                                                                    |
| ------------------------------------------------------------------------------------- | ----------------------------------------------- | ------------------------------------------------------------------------- | ------------------------------------------------------------------------ |
| Atlético de Lugones CD Autol UD Barbadás Dinamo de San Juan CF Turégano CF Velarde CF | CD Amigó CE Cardassar CD Fuentes CFJ Mollerussa | CD Algar CD Ceuta 6 de Junio CD L'Alcora Melilla CD Montilla CF CD Rincón | CD Cazalegas CD Los Yébenes - San Bruno CD Santa Amalia Universitario FC |

#### Matchs
| 19 octobre 2022 | CD Amigó (7) | 0 - 3   | CD Fuentes (6)                  |                                                                                            |                                                                                            |
| 19h30           |              | (0 - 2) | 20e 32e Tobajas · 65e Gutierrez | Polideportivo Municipal del Valle de Aranguren, Mutilva Arbitrage : Rodrigo Sánchez Murcia | Polideportivo Municipal del Valle de Aranguren, Mutilva Arbitrage : Rodrigo Sánchez Murcia |
| 19h30           | Rapport      |         |                                 | Polideportivo Municipal del Valle de Aranguren, Mutilva Arbitrage : Rodrigo Sánchez Murcia | Polideportivo Municipal del Valle de Aranguren, Mutilva Arbitrage : Rodrigo Sánchez Murcia |

|       | CD Ceuta 6 de Junio (6) | 0 - 3   | CD L'Alcora (6)                                            |                                                                   |                                                                   |
| 19h30 |                         | (0 - 1) | 2e Albalat Collado · 62e (pen.) Lara · 84e (pen.) Clemente | Stade Alfonso Murube, Ceuta Arbitrage : Juan José Huertas Marqués | Stade Alfonso Murube, Ceuta Arbitrage : Juan José Huertas Marqués |
| 19h30 | Rapport                 |         |                                                            | Stade Alfonso Murube, Ceuta Arbitrage : Juan José Huertas Marqués | Stade Alfonso Murube, Ceuta Arbitrage : Juan José Huertas Marqués |

|       | Velarde CF (6) | 1 - 0   | Turégano CF (6) |                                                           |                                                           |
| 20h00 | Incera 85e     | (0 - 0) |                 | Stade La Maruca, Muriedas Arbitrage : Pelayo Quiros Perez | Stade La Maruca, Muriedas Arbitrage : Pelayo Quiros Perez |
| 20h00 | Rapport        |         |                 | Stade La Maruca, Muriedas Arbitrage : Pelayo Quiros Perez | Stade La Maruca, Muriedas Arbitrage : Pelayo Quiros Perez |

|       | CD Autol (6)                                                                       | 1 - 1 ap 8 - 7 t. a. b. | Dinamo de San Juan CF (6)                                                         |                                                                             |                                                                             |
| 20h00 | Calvo 117e                                                                         | (0 - 0, 0 - 0, 0 - 1)   | 104e Hierro                                                                       | Campo Municpal La Manzerana, Autol Arbitrage : Javier Fernández Santesteban | Campo Municpal La Manzerana, Autol Arbitrage : Javier Fernández Santesteban |
| 20h00 | Rapport                                                                            |                         |                                                                                   | Campo Municpal La Manzerana, Autol Arbitrage : Javier Fernández Santesteban | Campo Municpal La Manzerana, Autol Arbitrage : Javier Fernández Santesteban |
| 20h00 | Palacios · Marinque · I. Gil · Calvo · Martinez · Cuenu · J. Gil · Quiroz · Víctor | Tirs au but 8 - 7       | Herrero · Rojas · Lopez · Ruiz · Ekaitz · Goikoetxea · Manzano · Pozuelo · Hierro | Campo Municpal La Manzerana, Autol Arbitrage : Javier Fernández Santesteban | Campo Municpal La Manzerana, Autol Arbitrage : Javier Fernández Santesteban |

|       | CD Algar (6)                           | 4 - 1   | Melilla CD (6) |                                                                     |                                                                     |
| 20h00 | Nico 7e 48e · Sanchez 43e · Moghli 54e | (2 - 1) | 16e Rodriguez  | Stade Sánchez Luengo, El Algar Arbitrage : Salvador Carrillo García | Stade Sánchez Luengo, El Algar Arbitrage : Salvador Carrillo García |
| 20h00 | Rapport                                |         |                | Stade Sánchez Luengo, El Algar Arbitrage : Salvador Carrillo García | Stade Sánchez Luengo, El Algar Arbitrage : Salvador Carrillo García |

|       | CD Santa Amalia (6)  | 2 - 1   | Universitario FC (6) |                                                                                 |                                                                                 |
| 20h00 | Rubio 25e · Rico 89e | (1 - 0) | 72e Manford          | Stade municipal de Santa Amalia, Santa Amalia Arbitrage : Miguel Gomez Blazquez | Stade municipal de Santa Amalia, Santa Amalia Arbitrage : Miguel Gomez Blazquez |
| 20h00 | Rapport              |         |                      | Stade municipal de Santa Amalia, Santa Amalia Arbitrage : Miguel Gomez Blazquez | Stade municipal de Santa Amalia, Santa Amalia Arbitrage : Miguel Gomez Blazquez |

|       | UD Barbadás (6)        | 2 - 1   | Atlético de Lugones (6) |                                                                        |                                                                        |
| 20h30 | Ismael 40e · Pablo 67e | (1 - 0) | 74e Sergio              | Campo de Os Carrís, Barbadás Arbitrage : Alejandro Fernández Rodriguez | Campo de Os Carrís, Barbadás Arbitrage : Alejandro Fernández Rodriguez |
| 20h30 | Rapport                |         |                         | Campo de Os Carrís, Barbadás Arbitrage : Alejandro Fernández Rodriguez | Campo de Os Carrís, Barbadás Arbitrage : Alejandro Fernández Rodriguez |

|       | CFJ Mollerussa (6)                           | 4 - 2 ap              | CE Cardassar (6)      |                                                                         |                                                                         |
| 20h30 | Adrian 13e 101e · Soldevila 38e · Totti 119e | (2 - 1, 0 - 0, 0 - 1) | 26e Coll · 53e García | Camp Municipal d'Esports, Mollerussa Arbitrage : Andrés Nadal Avellanas | Camp Municipal d'Esports, Mollerussa Arbitrage : Andrés Nadal Avellanas |
| 20h30 | Rapport                                      |                       |                       | Camp Municipal d'Esports, Mollerussa Arbitrage : Andrés Nadal Avellanas | Camp Municipal d'Esports, Mollerussa Arbitrage : Andrés Nadal Avellanas |

|       | Montilla CF (6)                  | 0 - 0 ap 3 - 5 t. a. b. | CD Rincón (6)                      |                                                                          |                                                                          |
| 20h30 |                                  |                         |                                    | Stade municipal de Montilla, Montilla Arbitrage : Pablo Pardos Matamoros | Stade municipal de Montilla, Montilla Arbitrage : Pablo Pardos Matamoros |
| 20h30 | Rapport                          |                         |                                    | Stade municipal de Montilla, Montilla Arbitrage : Pablo Pardos Matamoros | Stade municipal de Montilla, Montilla Arbitrage : Pablo Pardos Matamoros |
| 20h30 | Rosa · Manuel · Salvi · Manolete | Tirs au but 3 - 5       | Joki · Semi · Gil · Rojas · Molina | Stade municipal de Montilla, Montilla Arbitrage : Pablo Pardos Matamoros | Stade municipal de Montilla, Montilla Arbitrage : Pablo Pardos Matamoros |

|       | CD Cazalegas (6)            | 2 - 1 ap              | CD Los Yébenes - San Bruno (6) |                                                                        |                                                                        |
| 20h30 | Barrientos 17e · Ramos 109e | (1 - 0, 1 - 1, 1 - 1) | 82e Juarez                     | Cité sportive Ebora Formación, Cazalegas Arbitrage : Carlos Agraz Díaz | Cité sportive Ebora Formación, Cazalegas Arbitrage : Carlos Agraz Díaz |
| 20h30 | Rapport                     |                       |                                | Cité sportive Ebora Formación, Cazalegas Arbitrage : Carlos Agraz Díaz | Cité sportive Ebora Formación, Cazalegas Arbitrage : Carlos Agraz Díaz |

### Premier tour

#### Tirage au sort
Le tirage au sort a lieu le 24 octobre 2022. Les équipes sont réparties dans sept pots comme suit :
- Pot 1 : 16 équipes de LaLiga Santander ;
- Pot 2 : 20 équipes de LaLiga SmartBank ;
- Pot 3 : 19 équipes de Primera Federación ;
- Pot 4 : 34 équipes de Segunda Federación ;
- Pot 5 : 7 équipes de Tercera Federación ;
- Pot 6 : 4 équipes de Copa Federación ;
- Pot 7 : 10 équipes des catégories régionales.

#### Matchs
| 12 novembre 2022 | CD Fuentes (6) | 1 - 4   | CA Osasuna (1)                          | | |
| 16h00            | Requeno 44e    | (1 - 1) | 42e Brašanac · 49e Vidal · 54e 64e Kike | Campo de Fútbol San Miguel, Fuentes de Ebro Spectateurs : 3 000 Arbitrage : Jose Luis Munuera Montero | Campo de Fútbol San Miguel, Fuentes de Ebro Spectateurs : 3 000 Arbitrage : Jose Luis Munuera Montero |
| 16h00            | [ Rapport]     |         |                                         | Campo de Fútbol San Miguel, Fuentes de Ebro Spectateurs : 3 000 Arbitrage : Jose Luis Munuera Montero | Campo de Fútbol San Miguel, Fuentes de Ebro Spectateurs : 3 000 Arbitrage : Jose Luis Munuera Montero |

|       | UD Barbadás (6) | 0 - 2   | Real Valladolid (1)          |                                                                                |                                                                                |
| 16h00 |                 | (0 - 2) | 12e (csc) Marcelo · 39e León | Stade d'O Couto, Orense Spectateurs : 3 000 Arbitrage : Pablo González Fuertes | Stade d'O Couto, Orense Spectateurs : 3 000 Arbitrage : Pablo González Fuertes |
| 16h00 | [ Rapport]      |         |                              | Stade d'O Couto, Orense Spectateurs : 3 000 Arbitrage : Pablo González Fuertes | Stade d'O Couto, Orense Spectateurs : 3 000 Arbitrage : Pablo González Fuertes |

|       | CD Manacor (5) | 1 - 3   | FC Andorra (2)                             |                                                                               |                                                                               |
| 16h00 | Rubio 59e      | (0 - 1) | 38e Casadesús · 50e Fernández · 56e Jacobo | Na Capellera, Manacor Spectateurs : 1 350 Arbitrage : Iván Caparrós Hernández | Na Capellera, Manacor Spectateurs : 1 350 Arbitrage : Iván Caparrós Hernández |
| 16h00 | [ Rapport]     |         |                                            | Na Capellera, Manacor Spectateurs : 1 350 Arbitrage : Iván Caparrós Hernández | Na Capellera, Manacor Spectateurs : 1 350 Arbitrage : Iván Caparrós Hernández |

|       | UE Olot (4) | 0 - 4   | Levante UD (2)                                |                                                                                    |                                                                                    |
| 17h00 |             | (0 - 4) | 6e 26e Soldado · 32e Pubill · 35e (csc) Aimar | Stade municipal d'Olot, Olot Spectateurs : 1 219 Arbitrage : Mateo Busquets Ferrer | Stade municipal d'Olot, Olot Spectateurs : 1 219 Arbitrage : Mateo Busquets Ferrer |
| 17h00 | [ Rapport]  |         |                                               | Stade municipal d'Olot, Olot Spectateurs : 1 219 Arbitrage : Mateo Busquets Ferrer | Stade municipal d'Olot, Olot Spectateurs : 1 219 Arbitrage : Mateo Busquets Ferrer |

|       | CD Guijuelo (4)                 | 2 - 0   | Deportivo La Corogne (3) |                                                                                            |                                                                                            |
| 17h00 | Carmona 68e · Zalazar 72e (csc) | (0 - 0) |                          | Stade municipal Luis Ramos, Guijuelo Spectateurs : 963 Arbitrage : Antonio Sánchez Sánchez | Stade municipal Luis Ramos, Guijuelo Spectateurs : 963 Arbitrage : Antonio Sánchez Sánchez |
| 17h00 | [ Rapport]                      |         |                          | Stade municipal Luis Ramos, Guijuelo Spectateurs : 963 Arbitrage : Antonio Sánchez Sánchez | Stade municipal Luis Ramos, Guijuelo Spectateurs : 963 Arbitrage : Antonio Sánchez Sánchez |

|       | CDA Navalcarnero (4) | 1 - 3 ap              | UD Logroñés (3)               | | |
| 17h00 | Rodríguez 64e        | (0 - 0, 1 - 1, 1 - 3) | 85e Schutte · 92e 103e Mendes | Stade municipal Mariano González, Navalcarnero Spectateurs : 800 Arbitrage : Juan Antonio Manrique Antequera | Stade municipal Mariano González, Navalcarnero Spectateurs : 800 Arbitrage : Juan Antonio Manrique Antequera |
| 17h00 | [ Rapport]           |                       |                               | Stade municipal Mariano González, Navalcarnero Spectateurs : 800 Arbitrage : Juan Antonio Manrique Antequera | Stade municipal Mariano González, Navalcarnero Spectateurs : 800 Arbitrage : Juan Antonio Manrique Antequera |

|       | Atlético Saguntino (4) | 1 - 0 ap              | SD Amorebieta (3) |                                                                                               |                                                                                               |
| 17h00 | Juanma 116e (pen.)     | (0 - 0, 0 - 0, 0 - 0) |                   | Nou Camp de Morvedre, Sagonte Spectateurs : 2 000 Arbitrage : José Antonio Sánchez Villalobos | Nou Camp de Morvedre, Sagonte Spectateurs : 2 000 Arbitrage : José Antonio Sánchez Villalobos |
| 17h00 | [ Rapport]             |                       |                   | Nou Camp de Morvedre, Sagonte Spectateurs : 2 000 Arbitrage : José Antonio Sánchez Villalobos | Nou Camp de Morvedre, Sagonte Spectateurs : 2 000 Arbitrage : José Antonio Sánchez Villalobos |

|       | CD Huétor Tájar (5) | 0 - 3 ap              | Albacete Balompié (2)                      |                                                                                                  |                                                                                                  |
| 18h00 |                     | (0 - 0, 0 - 0, 0 - 1) | 105e Martínez · 110e Dubasin · 119e Maikel | Stade municipal Miguel Morato, Huétor-Tájar Spectateurs : 1 800 Arbitrage : Rafael Sánchez López | Stade municipal Miguel Morato, Huétor-Tájar Spectateurs : 1 800 Arbitrage : Rafael Sánchez López |
| 18h00 | [ Rapport]          |                       |                                            | Stade municipal Miguel Morato, Huétor-Tájar Spectateurs : 1 800 Arbitrage : Rafael Sánchez López | Stade municipal Miguel Morato, Huétor-Tájar Spectateurs : 1 800 Arbitrage : Rafael Sánchez López |

|       | CD Guadalajara (4)        | 2 - 1   | SD Ponferradina (2) |                                                                                 |                                                                                 |
| 18h00 | Gallardo 11e · Álvaro 21e | (2 - 0) | 77e Naranjo         | Stade Pedro-Escartín, Guadalajara Spectateurs : 3 495 Arbitrage : Saúl Ais Reig | Stade Pedro-Escartín, Guadalajara Spectateurs : 3 495 Arbitrage : Saúl Ais Reig |
| 18h00 | [ Rapport]                |         |                     | Stade Pedro-Escartín, Guadalajara Spectateurs : 3 495 Arbitrage : Saúl Ais Reig | Stade Pedro-Escartín, Guadalajara Spectateurs : 3 495 Arbitrage : Saúl Ais Reig |

|       | SD Gernika Club (4)                                        | 0 - 0 ap 6 - 5 t. a. b. | CD Leganés (2)                               |                                                                                 |                                                                                 |
| 18h00 |                                                            |                         |                                              | Stade Urbieta, Guernica Spectateurs : 1 704 Arbitrage : José Antonio López Toca | Stade Urbieta, Guernica Spectateurs : 1 704 Arbitrage : José Antonio López Toca |
| 18h00 | [ Rapport]                                                 |                         |                                              | Stade Urbieta, Guernica Spectateurs : 1 704 Arbitrage : José Antonio López Toca | Stade Urbieta, Guernica Spectateurs : 1 704 Arbitrage : José Antonio López Toca |
| 18h00 | Giovanni · Agirre · Juwara · Iriondo · Berasaluce · Carpio | Tirs au but 6 - 5       | Muńoz · Arnáiz · Raba · Cissé · Pardo · Naim | Stade Urbieta, Guernica Spectateurs : 1 704 Arbitrage : José Antonio López Toca | Stade Urbieta, Guernica Spectateurs : 1 704 Arbitrage : José Antonio López Toca |

|       | Arenas Club (4) | 1 - 0   | CD Lugo (2) |                                                                                        |                                                                                        |
| 18h00 | Gomeza 75e      | (0 - 0) |             | Stade municipal Gobela, Getxo Spectateurs : 1 186 Arbitrage : Luis Mario Milla Alvéndi | Stade municipal Gobela, Getxo Spectateurs : 1 186 Arbitrage : Luis Mario Milla Alvéndi |
| 18h00 | [ Rapport]      |         |             | Stade municipal Gobela, Getxo Spectateurs : 1 186 Arbitrage : Luis Mario Milla Alvéndi | Stade municipal Gobela, Getxo Spectateurs : 1 186 Arbitrage : Luis Mario Milla Alvéndi |

|       | SD Beasain (4)      | 2 - 3 ap              | Sporting de Gijón (2)                    |                                                                                               |                                                                                               |
| 18h00 | Sanz 25e · Pita 56e | (1 - 1, 2 - 2, 2 - 2) | 8e Đurđević · 75e Rivera · 120+1e Cristo | Stade municipal de Loinaz, Beasain Spectateurs : 800 Arbitrage : Raúl Martín González Francés | Stade municipal de Loinaz, Beasain Spectateurs : 800 Arbitrage : Raúl Martín González Francés |
| 18h00 | [ Rapport]          |                       |                                          | Stade municipal de Loinaz, Beasain Spectateurs : 800 Arbitrage : Raúl Martín González Francés | Stade municipal de Loinaz, Beasain Spectateurs : 800 Arbitrage : Raúl Martín González Francés |

|       | Racing Rioja (4) | 0 - 2   | Gimnàstic de Tarragone (3) |                                                                                  |                                                                                  |
| 18h00 |                  | (0 - 2) | 12e Lupu · 26e Montes      | Estadio Las Gaunas, Logroño Spectateurs : 388 Arbitrage : Sergio Escriche Guzmán | Estadio Las Gaunas, Logroño Spectateurs : 388 Arbitrage : Sergio Escriche Guzmán |
| 18h00 | [ Rapport]       |         |                            | Estadio Las Gaunas, Logroño Spectateurs : 388 Arbitrage : Sergio Escriche Guzmán | Estadio Las Gaunas, Logroño Spectateurs : 388 Arbitrage : Sergio Escriche Guzmán |

|       | Sestao River (4) | 1 - 0   | Racing de Ferrol (3) |                                                                                             |                                                                                             |
| 18h00 | Martínez 47e     | (0 - 0) |                      | Campo Municipal de Las Llanas, Sestao Spectateurs : 2 500 Arbitrage : Alberto Fuente Martín | Campo Municipal de Las Llanas, Sestao Spectateurs : 2 500 Arbitrage : Alberto Fuente Martín |
| 18h00 | [ Rapport]       |         |                      | Campo Municipal de Las Llanas, Sestao Spectateurs : 2 500 Arbitrage : Alberto Fuente Martín | Campo Municipal de Las Llanas, Sestao Spectateurs : 2 500 Arbitrage : Alberto Fuente Martín |

|       | CD Utrera (4) | 0 - 1   | AD Ceuta FC (3) | | |
| 18h00 |               | (0 - 0) | 84e Rodri       | Stade municipal San Juan Bosco, Utrera Spectateurs : 1 500 Arbitrage : Manuel Ángel Pérez Hernández | Stade municipal San Juan Bosco, Utrera Spectateurs : 1 500 Arbitrage : Manuel Ángel Pérez Hernández |
| 18h00 | [ Rapport]    |         |                 | Stade municipal San Juan Bosco, Utrera Spectateurs : 1 500 Arbitrage : Manuel Ángel Pérez Hernández | Stade municipal San Juan Bosco, Utrera Spectateurs : 1 500 Arbitrage : Manuel Ángel Pérez Hernández |

|       | CD L'Alcora (6) | 0 - 3   | Elche CF (1)             | | |
| 18h30 |                 | (0 - 2) | 3e Ponce · 14e 65e Roger | Ciudad Deportiva del Villarreal CF, Vila-real Spectateurs : 1 500 Arbitrage : José María Sánchez Martínez | Ciudad Deportiva del Villarreal CF, Vila-real Spectateurs : 1 500 Arbitrage : José María Sánchez Martínez |
| 18h30 | [ Rapport]      |         |                          | Ciudad Deportiva del Villarreal CF, Vila-real Spectateurs : 1 500 Arbitrage : José María Sánchez Martínez | Ciudad Deportiva del Villarreal CF, Vila-real Spectateurs : 1 500 Arbitrage : José María Sánchez Martínez |

|       | CD Autol (6) | 0 - 6   | RCD Majorque (1)                                           |                                                                                   |                                                                                   |
| 18h30 |              | (0 - 4) | 15e 34e Abdón · 18e Grenier · 28e 71e Ángel · 88e Kadewere | La Planilla, Calahorra Spectateurs : 4 000 Arbitrage : Javier Iglesias Villanueva | La Planilla, Calahorra Spectateurs : 4 000 Arbitrage : Javier Iglesias Villanueva |
| 18h30 | [ Rapport]   |         |                                                            | La Planilla, Calahorra Spectateurs : 4 000 Arbitrage : Javier Iglesias Villanueva | La Planilla, Calahorra Spectateurs : 4 000 Arbitrage : Javier Iglesias Villanueva |

|       | CD Palencia Cristo Atlético (4) | 0 - 2 ap              | UD Ibiza (2)              |                                                                                     |                                                                                     |
| 20h00 |                                 | (0 - 0, 0 - 0, 0 - 1) | 97e Herrera · 118e Camara | Stade Nueva Balastera, Palencia Spectateurs : 3 000 Arbitrage : Adrián Cordero Vega | Stade Nueva Balastera, Palencia Spectateurs : 3 000 Arbitrage : Adrián Cordero Vega |
| 20h00 | [ Rapport]                      |                       |                           | Stade Nueva Balastera, Palencia Spectateurs : 3 000 Arbitrage : Adrián Cordero Vega | Stade Nueva Balastera, Palencia Spectateurs : 3 000 Arbitrage : Adrián Cordero Vega |

|       | CP Cacereño (4)                               | 3 - 0   | Córdoba CF (3) |                                                                                      |                                                                                      |
| 20h00 | Fernández 10e · Solano 45e (pen.) · Garci 83e | (2 - 0) |                | Stade Príncipe Felipe, Cáceres Spectateurs : 3 128 Arbitrage : Alfonso Vicente Moral | Stade Príncipe Felipe, Cáceres Spectateurs : 3 128 Arbitrage : Alfonso Vicente Moral |
| 20h00 | [ Rapport]                                    |         |                | Stade Príncipe Felipe, Cáceres Spectateurs : 3 128 Arbitrage : Alfonso Vicente Moral | Stade Príncipe Felipe, Cáceres Spectateurs : 3 128 Arbitrage : Alfonso Vicente Moral |

|       | CD Coria (4)             | 2 - 0   | CF Fuenlabrada (3) |                                                                                |                                                                                |
| 20h00 | Bernanrdo 41e · Cera 55e | (1 - 0) |                    | Stade La Isla, Coria Spectateurs : 2 500 Arbitrage : Manuel Jesús Orellana Cid | Stade La Isla, Coria Spectateurs : 2 500 Arbitrage : Manuel Jesús Orellana Cid |
| 20h00 | [ Rapport]               |         |                    | Stade La Isla, Coria Spectateurs : 2 500 Arbitrage : Manuel Jesús Orellana Cid | Stade La Isla, Coria Spectateurs : 2 500 Arbitrage : Manuel Jesús Orellana Cid |

|       | CD Santa Amalia (6) | 0 - 9   | Villarreal CF (1)                                                                                      |                                                                                                 |                                                                                                 |
| 21h00 |                     | (0 - 3) | 31e Collado · 35e Baena · 36e Morales · 47e 49e Chukwueze · 61e Coquelin · 74e 87e Gerard · 80e Capoue | Stade Francisco de la Hera, Almendralejo Spectateurs : 9 000 Arbitrage : Jorge Figueroa Vázquez | Stade Francisco de la Hera, Almendralejo Spectateurs : 9 000 Arbitrage : Jorge Figueroa Vázquez |
| 21h00 | [ Rapport]          |         | | Stade Francisco de la Hera, Almendralejo Spectateurs : 9 000 Arbitrage : Jorge Figueroa Vázquez | Stade Francisco de la Hera, Almendralejo Spectateurs : 9 000 Arbitrage : Jorge Figueroa Vázquez |

|       | CD Rincón (6) | 0 - 3   | Espanyol de Barcelone (1)             |                                                                                     |                                                                                     |
| 21h00 |               | (0 - 0) | 59e Puado · 70e Expósito · 83e Joselu | Stade de La Rosaleda, Málaga Spectateurs : 7 912 Arbitrage : Valentín Pizarro Gómez | Stade de La Rosaleda, Málaga Spectateurs : 7 912 Arbitrage : Valentín Pizarro Gómez |
| 21h00 | [ Rapport]    |         |                                       | Stade de La Rosaleda, Málaga Spectateurs : 7 912 Arbitrage : Valentín Pizarro Gómez | Stade de La Rosaleda, Málaga Spectateurs : 7 912 Arbitrage : Valentín Pizarro Gómez |

|       | SD Almazán (5) | 0 - 2   | Atlético de Madrid (1) | | |
| 22h00 |                | (0 - 1) | 35e Correa · 63e Félix | Nouveau stade Los Pajaritos, Numancia Spectateurs : 6 800 Arbitrage : Isidro Díaz de Mera Escuderos | Nouveau stade Los Pajaritos, Numancia Spectateurs : 6 800 Arbitrage : Isidro Díaz de Mera Escuderos |
| 22h00 | [ Rapport]     |         |                        | Nouveau stade Los Pajaritos, Numancia Spectateurs : 6 800 Arbitrage : Isidro Díaz de Mera Escuderos | Nouveau stade Los Pajaritos, Numancia Spectateurs : 6 800 Arbitrage : Isidro Díaz de Mera Escuderos |

| 13 novembre 2022 | Atlético Paso (4)                               | 1 - 1 ap 3 - 2 t. a. b. | Real Murcie (3)                              |                                                                                        |                                                                                        |
| 11h00 WET        | Zabaleta 86e                                    | (0 - 1, 1 - 1, 1 - 1)   | 15e (pen.) Carrasco                          | Stade municipal d'El Paso, El Paso Spectateurs : 1 150 Arbitrage : David López Jiménez | Stade municipal d'El Paso, El Paso Spectateurs : 1 150 Arbitrage : David López Jiménez |
| 11h00 WET        | [ Rapport]                                      |                         |                                              | Stade municipal d'El Paso, El Paso Spectateurs : 1 150 Arbitrage : David López Jiménez | Stade municipal d'El Paso, El Paso Spectateurs : 1 150 Arbitrage : David López Jiménez |
| 11h00 WET        | Armiche · Oca · Cruz · Piera · Pelón · Zabaleta | Tirs au but 3 - 2       | Miku · Inoussa · Solà · Ortiz · Ganet · Vega | Stade municipal d'El Paso, El Paso Spectateurs : 1 150 Arbitrage : David López Jiménez | Stade municipal d'El Paso, El Paso Spectateurs : 1 150 Arbitrage : David López Jiménez |

|       | CFJ Mollerussa (6) | 1 - 3   | Rayo Vallecano (1)                  |                                                                                       |                                                                                       |
| 12h00 | Magno 33e          | (1 - 1) | 23e Bebé · 51e Méndez · 78e Camello | Camp Municipal d'Esports, Mollerussa Spectateurs : 3 800 Arbitrage : César Soto Grado | Camp Municipal d'Esports, Mollerussa Spectateurs : 3 800 Arbitrage : César Soto Grado |
| 12h00 | [ Rapport]         |         |                                     | Camp Municipal d'Esports, Mollerussa Spectateurs : 3 800 Arbitrage : César Soto Grado | Camp Municipal d'Esports, Mollerussa Spectateurs : 3 800 Arbitrage : César Soto Grado |

|       | CD Quintanar del Rey (5) | 1 - 2 ap              | Girona FC (1)             | | |
| 12h00 | Megías 76e (pen.)        | (0 - 1, 1 - 1, 1 - 2) | 17e Riquelme · 97e Stuani | Campo Municipal San Marcos, Quintanar del Rey Spectateurs : 2 500 Arbitrage : Carlos del Cerro Grande | Campo Municipal San Marcos, Quintanar del Rey Spectateurs : 2 500 Arbitrage : Carlos del Cerro Grande |
| 12h00 | [ Rapport]               |                       |                           | Campo Municipal San Marcos, Quintanar del Rey Spectateurs : 2 500 Arbitrage : Carlos del Cerro Grande | Campo Municipal San Marcos, Quintanar del Rey Spectateurs : 2 500 Arbitrage : Carlos del Cerro Grande |

|       | CF Vimenor (5) | 0 - 2   | CD Mirandés (2)              |                                                                                       |                                                                                       |
| 12h00 |                | (0 - 2) | 31e López · 37e Marcos Paulo | La Vidriera, Vioño de Piélagos Spectateurs : 1 600 Arbitrage : Iosu Galech Apezteguía | La Vidriera, Vioño de Piélagos Spectateurs : 1 600 Arbitrage : Iosu Galech Apezteguía |
| 12h00 | [ Rapport]     |         |                              | La Vidriera, Vioño de Piélagos Spectateurs : 1 600 Arbitrage : Iosu Galech Apezteguía | La Vidriera, Vioño de Piélagos Spectateurs : 1 600 Arbitrage : Iosu Galech Apezteguía |

|       | CD Diocesano (4) | 1 - 0   | Real Saragosse (2) | | |
| 12h00 | Sales 29e (pen.) | (1 - 0) |                    | Satde municipal Arroyo de la Luz, Arroyo de la Luz Spectateurs : 1 500 Arbitrage : Alejandro Quintero González | Satde municipal Arroyo de la Luz, Arroyo de la Luz Spectateurs : 1 500 Arbitrage : Alejandro Quintero González |
| 12h00 | [ Rapport]       |         |                    | Satde municipal Arroyo de la Luz, Arroyo de la Luz Spectateurs : 1 500 Arbitrage : Alejandro Quintero González | Satde municipal Arroyo de la Luz, Arroyo de la Luz Spectateurs : 1 500 Arbitrage : Alejandro Quintero González |

|       | CD Lealtad (5) | 0 - 2   | CD Tenerife (2)               |                                                                                   |                                                                                   |
| 12h00 |                | (0 - 1) | 3e Alassan · 85e (pen.) Elady | Stade Ganzábal, Langreo Spectateurs : 1 000 Arbitrage : Oliver De La Fuente Ramos | Stade Ganzábal, Langreo Spectateurs : 1 000 Arbitrage : Oliver De La Fuente Ramos |
| 12h00 | [ Rapport]     |         |                               | Stade Ganzábal, Langreo Spectateurs : 1 000 Arbitrage : Oliver De La Fuente Ramos | Stade Ganzábal, Langreo Spectateurs : 1 000 Arbitrage : Oliver De La Fuente Ramos |

|       | Las Rozas CF (5) | 0 - 3   | SD Eibar (2)               | | |
| 12h00 |                  | (0 - 0) | 73e 77e Blanco · 88e Muñoz | Polideportivo Dehesa de Navalcarbón, Las Rozas Spectateurs : 1 200 Arbitrage : Daniel Jesús Trujillo Suárez | Polideportivo Dehesa de Navalcarbón, Las Rozas Spectateurs : 1 200 Arbitrage : Daniel Jesús Trujillo Suárez |
| 12h00 | [ Rapport]       |         |                            | Polideportivo Dehesa de Navalcarbón, Las Rozas Spectateurs : 1 200 Arbitrage : Daniel Jesús Trujillo Suárez | Polideportivo Dehesa de Navalcarbón, Las Rozas Spectateurs : 1 200 Arbitrage : Daniel Jesús Trujillo Suárez |

|       | SCR Peña Deportiva (4)                                                | 1 - 1 ap 7 - 8 t. a. b. | Málaga CF (2)                                                              | | |
| 12h00 | Cristeto 33e (pen.)                                                   | (1 - 1, 1 - 1, 1 - 1)   | 45e Sol                                                                    | Stade municipal de Santa Eulària des Riu, Santa Eulària des Riu Spectateurs : 820 Arbitrage : Álvaro Moreno Aragón | Stade municipal de Santa Eulària des Riu, Santa Eulària des Riu Spectateurs : 820 Arbitrage : Álvaro Moreno Aragón |
| 12h00 | [ Rapport]                                                            |                         |                                                                            | Stade municipal de Santa Eulària des Riu, Santa Eulària des Riu Spectateurs : 820 Arbitrage : Álvaro Moreno Aragón | Stade municipal de Santa Eulària des Riu, Santa Eulària des Riu Spectateurs : 820 Arbitrage : Álvaro Moreno Aragón |
| 12h00 | Cruz · Cristeto · Sánchez · Badal · Albert · Moreno · Cámara · Ripoll | Tirs au but 7 - 8       | Chavarría · Sol · Burgos · Genaro · Lorenzo · Abaida · N'Diaye · Agbenyenu | Stade municipal de Santa Eulària des Riu, Santa Eulària des Riu Spectateurs : 820 Arbitrage : Álvaro Moreno Aragón | Stade municipal de Santa Eulària des Riu, Santa Eulària des Riu Spectateurs : 820 Arbitrage : Álvaro Moreno Aragón |

|       | CD Alfaro (4) | 0 - 1   | FC Cartagena (2) |                                                                                |                                                                                |
| 12h00 |               | (0 - 0) | 81e Ortuño       | Stade La Molineta, Alfaro Spectateurs : 1 000 Arbitrage : Rubén Ávalos Barrera | Stade La Molineta, Alfaro Spectateurs : 1 000 Arbitrage : Rubén Ávalos Barrera |
| 12h00 | [ Rapport]    |         |                  | Stade La Molineta, Alfaro Spectateurs : 1 000 Arbitrage : Rubén Ávalos Barrera | Stade La Molineta, Alfaro Spectateurs : 1 000 Arbitrage : Rubén Ávalos Barrera |

|       | Recreativo de Huelva (4)                | 0 - 0 ap 3 - 4 t. a. b. | Burgos CF (2)                                  |                                                                                               |                                                                                               |
| 12h00 |                                         |                         |                                                | Stade Nuevo Colombino, Huelva Spectateurs : 10 000 Arbitrage : Francisco José Hernández Maeso | Stade Nuevo Colombino, Huelva Spectateurs : 10 000 Arbitrage : Francisco José Hernández Maeso |
| 12h00 | [ Rapport]                              |                         |                                                | Stade Nuevo Colombino, Huelva Spectateurs : 10 000 Arbitrage : Francisco José Hernández Maeso | Stade Nuevo Colombino, Huelva Spectateurs : 10 000 Arbitrage : Francisco José Hernández Maeso |
| 12h00 | Díaz · Galán · Arjona · Dopi · Martínez | Tirs au but 3 - 4       | Bermejo · Curro · Atienza · Gaspar · Elgezabal | Stade Nuevo Colombino, Huelva Spectateurs : 10 000 Arbitrage : Francisco José Hernández Maeso | Stade Nuevo Colombino, Huelva Spectateurs : 10 000 Arbitrage : Francisco José Hernández Maeso |

|       | Gimnástica de Torrelavega (4) | 2 - 3 ap              | Real Oviedo (2)               |                                                                                          |                                                                                          |
| 12h00 | Marotías 53e · Chamorro 87e   | (0 - 1, 2 - 2, 2 - 2) | 6e 50e Bastón · 115e Sangalli | Stade El Malecón, Torrelavega Spectateurs : 2 800 Arbitrage : Jon Ander González Esteban | Stade El Malecón, Torrelavega Spectateurs : 2 800 Arbitrage : Jon Ander González Esteban |
| 12h00 | [ Rapport]                    |                       |                               | Stade El Malecón, Torrelavega Spectateurs : 2 800 Arbitrage : Jon Ander González Esteban | Stade El Malecón, Torrelavega Spectateurs : 2 800 Arbitrage : Jon Ander González Esteban |

|       | Juventud de Torremolinos (4)     | 2 - 2 ap 4 - 2 t. a. b. | SD Huesca (2)                           |                                                                                              |                                                                                              |
| 12h00 | López 23e · Chamorro 30e         | (2 - 0, 2 - 2, 2 - 2)   | 52e Escriche · 72e Villar               | Stade municipal El Pozuelo, Torremolinos Spectateurs : 1 300 Arbitrage : David Gálvez Rascón | Stade municipal El Pozuelo, Torremolinos Spectateurs : 1 300 Arbitrage : David Gálvez Rascón |
| 12h00 | [ Rapport]                       |                         |                                         | Stade municipal El Pozuelo, Torremolinos Spectateurs : 1 300 Arbitrage : David Gálvez Rascón | Stade municipal El Pozuelo, Torremolinos Spectateurs : 1 300 Arbitrage : David Gálvez Rascón |
| 12h00 | Amaya · Machuca · García · Pesca | Tirs au but 4 - 2       | Villar · Joaquín · Salvador · Vilarrasa | Stade municipal El Pozuelo, Torremolinos Spectateurs : 1 300 Arbitrage : David Gálvez Rascón | Stade municipal El Pozuelo, Torremolinos Spectateurs : 1 300 Arbitrage : David Gálvez Rascón |

|       | CD Ibiza Islas Pitiusas (4)                       | 3 - 1   | CF Rayo Majadahonda (3) |                                                                                           |                                                                                           |
| 12h00 | Bernal 62e · Fernández 77e (csc) · Peñafort 90+2e | (0 - 0) | 55e Casado              | Stade municipal de Can Misses, Ibiza Spectateurs : 700 Arbitrage : Carlos Calderiña Pavón | Stade municipal de Can Misses, Ibiza Spectateurs : 700 Arbitrage : Carlos Calderiña Pavón |
| 12h00 | [ Rapport]                                        |         |                         | Stade municipal de Can Misses, Ibiza Spectateurs : 700 Arbitrage : Carlos Calderiña Pavón | Stade municipal de Can Misses, Ibiza Spectateurs : 700 Arbitrage : Carlos Calderiña Pavón |

|       | CE Manresa (4)   | 1 - 3   | Pontevedra CF (3)           | | |
| 12h00 | Churre 1re (csc) | (1 - 2) | 29e 59e Abelenda · 35e Pino | Stade municipal El Congost, Manresa Spectateurs : 2 100 Arbitrage : Francisco Javier Fernández Vidal | Stade municipal El Congost, Manresa Spectateurs : 2 100 Arbitrage : Francisco Javier Fernández Vidal |
| 12h00 | [ Rapport]       |         |                             | Stade municipal El Congost, Manresa Spectateurs : 2 100 Arbitrage : Francisco Javier Fernández Vidal | Stade municipal El Congost, Manresa Spectateurs : 2 100 Arbitrage : Francisco Javier Fernández Vidal |

|       | CD Arnedo (4)                                                | 1 - 1 ap 4 - 3 t. a. b. | Atlético Baleares (3)                                   |                                                                         |                                                                         |
| 12h00 | Arpón 74e                                                    | (0 - 1, 1 - 1, 1 - 1)   | 34e Adighibe                                            | Stade Sendero, Arnedo Spectateurs : Armando Ramo Andrés Arbitrage : 600 | Stade Sendero, Arnedo Spectateurs : Armando Ramo Andrés Arbitrage : 600 |
| 12h00 | [ Rapport]                                                   |                         |                                                         | Stade Sendero, Arnedo Spectateurs : Armando Ramo Andrés Arbitrage : 600 | Stade Sendero, Arnedo Spectateurs : Armando Ramo Andrés Arbitrage : 600 |
| 12h00 | Chacón · Maestresalas · Benito · Amelivia · Míchel · Pascual | Tirs au but 4 - 3       | Martín · Miguelete · Dioni · Kaxe · Pastrana · Olaortua | Stade Sendero, Arnedo Spectateurs : Armando Ramo Andrés Arbitrage : 600 | Stade Sendero, Arnedo Spectateurs : Armando Ramo Andrés Arbitrage : 600 |

|       | AD Unión Adarve (4) | 1 - 2   | Linares Deportivo (3)     |                                                                                 |                                                                                 |
| 12h00 | Paris 59e           | (0 - 2) | 32e Callejón · 43e García | Stade Róman Valero, Madrid Spectateurs : 1 500 Arbitrage : Jorge Tárraga Lájara | Stade Róman Valero, Madrid Spectateurs : 1 500 Arbitrage : Jorge Tárraga Lájara |
| 12h00 | [ Rapport]          |         |                           | Stade Róman Valero, Madrid Spectateurs : 1 500 Arbitrage : Jorge Tárraga Lájara | Stade Róman Valero, Madrid Spectateurs : 1 500 Arbitrage : Jorge Tárraga Lájara |

|       | Hércules CF (4)          | 2 - 4 ap              | CF La Nucía (3)                         |                                                                                           |                                                                                           |
| 12h00 | Truyols 57e · Harper 63e | (0 - 0, 2 - 2, 2 - 3) | 51e Pina · 76e 98e Raigal · 119e Romera | Stade José-Rico-Pérez, Alicante Spectateurs : 4 500 Arbitrage : Fulgencio Madrid Martínez | Stade José-Rico-Pérez, Alicante Spectateurs : 4 500 Arbitrage : Fulgencio Madrid Martínez |
| 12h00 | [ Rapport]               |                       |                                         | Stade José-Rico-Pérez, Alicante Spectateurs : 4 500 Arbitrage : Fulgencio Madrid Martínez | Stade José-Rico-Pérez, Alicante Spectateurs : 4 500 Arbitrage : Fulgencio Madrid Martínez |

|       | Velarde CF (6) | 0 - 2   | Séville FC (1)             |                                                                                |                                                                                |
| 16h00 |                | (0 - 1) | 30e Kouassi · 90e Rafa Mir | Stade La Maruca, Muriedas Spectateurs : 3 000 Arbitrage : Alejandro Muñíz Ruiz | Stade La Maruca, Muriedas Spectateurs : 3 000 Arbitrage : Alejandro Muñíz Ruiz |
| 16h00 | [ Rapport]     |         |                            | Stade La Maruca, Muriedas Spectateurs : 3 000 Arbitrage : Alejandro Muñíz Ruiz | Stade La Maruca, Muriedas Spectateurs : 3 000 Arbitrage : Alejandro Muñíz Ruiz |

|       | CD Algar (6) | 1 - 6   | Celta de Vigo (1)                                                                   |                                                                                                   |                                                                                                   |
| 16h00 | Muñoz 15e    | (1 - 1) | 35e Cervi · 55e Pérez · 59e Rodríguez · 62e Larsen · 84e (pen.) Galán · 90e Vázquez | Stade Francisco Artés Carrasco, Lorca Spectateurs : 4 500 Arbitrage : Dámaso Arcediano Monescillo | Stade Francisco Artés Carrasco, Lorca Spectateurs : 4 500 Arbitrage : Dámaso Arcediano Monescillo |
| 16h00 | [ Rapport]   |         |                                                                                     | Stade Francisco Artés Carrasco, Lorca Spectateurs : 4 500 Arbitrage : Dámaso Arcediano Monescillo | Stade Francisco Artés Carrasco, Lorca Spectateurs : 4 500 Arbitrage : Dámaso Arcediano Monescillo |

|       | CA Cirbonero (4) | 0 - 1 | CF Intercity (3) |                                                                                        |                                                                                        |
| 16h00 |                  |       | 52e Gálvez       | Campo Municipal Ombatillo, Corella Spectateurs : 800 Arbitrage : Antonio Monter Soláns | Campo Municipal Ombatillo, Corella Spectateurs : 800 Arbitrage : Antonio Monter Soláns |
| 16h00 | [ Rapport]       |       |                  | Campo Municipal Ombatillo, Corella Spectateurs : 800 Arbitrage : Antonio Monter Soláns | Campo Municipal Ombatillo, Corella Spectateurs : 800 Arbitrage : Antonio Monter Soláns |

|       | CD Teruel (4) | 0 - 1   | UD Las Palmas (2) |                                                                                |                                                                                |
| 16h30 |               | (0 - 0) | 55e Pejiño        | Stade de Pinilla, Teruel Spectateurs : 3 500 Arbitrage : Andrés Fuentes Molina | Stade de Pinilla, Teruel Spectateurs : 3 500 Arbitrage : Andrés Fuentes Molina |
| 16h30 | [ Rapport]    |         |                   | Stade de Pinilla, Teruel Spectateurs : 3 500 Arbitrage : Andrés Fuentes Molina | Stade de Pinilla, Teruel Spectateurs : 3 500 Arbitrage : Andrés Fuentes Molina |

|       | Yeclano Deportivo (4)        | 2 - 3   | Grenade CF (2)                           |                                                                                       |                                                                                       |
| 17h00 | Clemente 79e · Revilla 90+2e | (0 - 2) | 20e Miquel · 42e R. Sánchez · 65e Molina | Stade de La Constitución, Yecla Spectateurs : 2 300 Arbitrage : Víctor García Verdura | Stade de La Constitución, Yecla Spectateurs : 2 300 Arbitrage : Víctor García Verdura |
| 17h00 | [ Rapport]                   |         |                                          | Stade de La Constitución, Yecla Spectateurs : 2 300 Arbitrage : Víctor García Verdura | Stade de La Constitución, Yecla Spectateurs : 2 300 Arbitrage : Víctor García Verdura |

|       | Coruxo FC (4)                       | 2 - 2 ap 2 - 4 t. a. b. | CD Eldense (3)                           |                                                                            |                                                                            |
| 17h00 | Chiqui 3e · Dovale 120e (pen.)      | (1 - 0, 1 - 1, 1 - 1)   | 90e Montes · 113e Clemente               | Campo do Vao, Vigo Spectateurs : 1 000 Arbitrage : Carlos Fernández Buergo | Campo do Vao, Vigo Spectateurs : 1 000 Arbitrage : Carlos Fernández Buergo |
| 17h00 | [ Rapport]                          |                         |                                          | Campo do Vao, Vigo Spectateurs : 1 000 Arbitrage : Carlos Fernández Buergo | Campo do Vao, Vigo Spectateurs : 1 000 Arbitrage : Carlos Fernández Buergo |
| 17h00 | Andriu · Dovale · Añón · de Vicente | Tirs au but 2 - 4       | Cristian · Martínez · Montes · S. Ortuño | Campo do Vao, Vigo Spectateurs : 1 000 Arbitrage : Carlos Fernández Buergo | Campo do Vao, Vigo Spectateurs : 1 000 Arbitrage : Carlos Fernández Buergo |

|       | AD San Juan (4) | 0 - 2   | CD Numancia (3)         |                                                                             |                                                                             |
| 17h00 |                 | (0 - 0) | 54e Carrillo · 73e Mesa | Stade San Juan, Pampelune Spectateurs : 500 Arbitrage : Gorka Etayo Herrera | Stade San Juan, Pampelune Spectateurs : 500 Arbitrage : Gorka Etayo Herrera |
| 17h00 | [ Rapport]      |         |                         | Stade San Juan, Pampelune Spectateurs : 500 Arbitrage : Gorka Etayo Herrera | Stade San Juan, Pampelune Spectateurs : 500 Arbitrage : Gorka Etayo Herrera |

|       | Ourense CF (4)                           | 1 - 1 ap 2 - 4 t. a. b. | AD Alcorcón (3)                    |                                                                              |                                                                              |
| 17h00 | Kanteh 38e                               | (0 - 1, 1 - 1, 1 - 1)   | 90e Moyano                         | Stade d'O Couto, Orense Spectateurs : 1 400 Arbitrage : Miguel González Díaz | Stade d'O Couto, Orense Spectateurs : 1 400 Arbitrage : Miguel González Díaz |
| 17h00 | [ Rapport]                               |                         |                                    | Stade d'O Couto, Orense Spectateurs : 1 400 Arbitrage : Miguel González Díaz | Stade d'O Couto, Orense Spectateurs : 1 400 Arbitrage : Miguel González Díaz |
| 17h00 | Borja Domingo · Ramos · Rodríguez · Sanz | Tirs au but 2 - 4       | Chiki · Rivas · Bustos · P. García | Stade d'O Couto, Orense Spectateurs : 1 400 Arbitrage : Miguel González Díaz | Stade d'O Couto, Orense Spectateurs : 1 400 Arbitrage : Miguel González Díaz |

|       | Lleida Esportiu (4) | 0 - 1   | Deportivo Alavés (2) |                                                                                  |                                                                                  |
| 18h00 |                     | (0 - 0) | 47e Hara             | Camp d'Esports, Lérida Spectateurs : 1 500 Arbitrage : José Luis Guzmán Mansilla | Camp d'Esports, Lérida Spectateurs : 1 500 Arbitrage : José Luis Guzmán Mansilla |
| 18h00 | [ Rapport]          |         |                      | Camp d'Esports, Lérida Spectateurs : 1 500 Arbitrage : José Luis Guzmán Mansilla | Camp d'Esports, Lérida Spectateurs : 1 500 Arbitrage : José Luis Guzmán Mansilla |

|       | Utebo FC (4)                                     | 2 - 2 ap 3 - 4 t. a. b. | AD Mérida (3)                                   |                                                                                  |                                                                                  |
| 18h00 | Rosas 18e · Aso 47e                              | (1 - 1, 2 - 2, 2 - 2)   | 13e Ruiz · 72e Sandoval                         | Stade de Santa Ana, Utebo Spectateurs : 2 000 Arbitrage : Imanol Irurtzun Artola | Stade de Santa Ana, Utebo Spectateurs : 2 000 Arbitrage : Imanol Irurtzun Artola |
| 18h00 | [ Rapport]                                       |                         |                                                 | Stade de Santa Ana, Utebo Spectateurs : 2 000 Arbitrage : Imanol Irurtzun Artola | Stade de Santa Ana, Utebo Spectateurs : 2 000 Arbitrage : Imanol Irurtzun Artola |
| 18h00 | Rosas · Di. Suárez · Garcés · Mallada · Meseguer | Tirs au but 3 - 4       | Bonaque · Larrubia · González · Cinta · Artiles | Stade de Santa Ana, Utebo Spectateurs : 2 000 Arbitrage : Imanol Irurtzun Artola | Stade de Santa Ana, Utebo Spectateurs : 2 000 Arbitrage : Imanol Irurtzun Artola |

|       | Real Unión (3)             | 3 - 2   | Cadix CF (1)               |                                                                            |                                                                            |
| 18h30 | Nacho 16e 90+3e · I. Pérez | (1 - 1) | 15e L. Pérez · 79e Negredo | Stadium Gal, Irun Spectateurs : 3 000 Arbitrage : Miguel Ángel Ortiz Arias | Stadium Gal, Irun Spectateurs : 3 000 Arbitrage : Miguel Ángel Ortiz Arias |
| 18h30 | [ Rapport]                 |         |                            | Stadium Gal, Irun Spectateurs : 3 000 Arbitrage : Miguel Ángel Ortiz Arias | Stadium Gal, Irun Spectateurs : 3 000 Arbitrage : Miguel Ángel Ortiz Arias |

|       | CD San Roque de Lepe (4)        | 2 - 3 ap              | Getafe CF (1)                       |                                                                                   |                                                                                   |
| 18h30 | Vázquez 19e · Santisteban 90+4e | (1 - 0, 2 - 2, 2 - 3) | 48e Latasa · 80e Ünal · 99e Mayoral | Stade de la ville de Lepe, Lepe Spectateurs : 3 500 Arbitrage : Jesús Gil Manzano | Stade de la ville de Lepe, Lepe Spectateurs : 3 500 Arbitrage : Jesús Gil Manzano |
| 18h30 | [ Rapport]                      |                       |                                     | Stade de la ville de Lepe, Lepe Spectateurs : 3 500 Arbitrage : Jesús Gil Manzano | Stade de la ville de Lepe, Lepe Spectateurs : 3 500 Arbitrage : Jesús Gil Manzano |

|       | CD Cazalegas (6) | 1 - 4   | Real Sociedad (1)                         |                                                                                         |                                                                                         |
| 19h00 | Rivera 68e       | (0 - 1) | 2e Navarro · 76e 78e Sørloth · 80e Merino | Stade El Prado, Talavera de la Reina Spectateurs : 4 200 Arbitrage : Mario Melero López | Stade El Prado, Talavera de la Reina Spectateurs : 4 200 Arbitrage : Mario Melero López |
| 19h00 | [ Rapport]       |         |                                           | Stade El Prado, Talavera de la Reina Spectateurs : 4 200 Arbitrage : Mario Melero López | Stade El Prado, Talavera de la Reina Spectateurs : 4 200 Arbitrage : Mario Melero López |

|       | UD Alzira (4) | 0 - 2   | Athletic Bilbao (1)             |                                                                                          |                                                                                          |
| 21h00 |               | (0 - 2) | 16e Berenguer · 43e N. Williams | Stade Luis Suñer Picó, Alzira Spectateurs : 4 500 Arbitrage : Guillermo Cuadra Fernández | Stade Luis Suñer Picó, Alzira Spectateurs : 4 500 Arbitrage : Guillermo Cuadra Fernández |
| 21h00 | [ Rapport]    |         |                                 | Stade Luis Suñer Picó, Alzira Spectateurs : 4 500 Arbitrage : Guillermo Cuadra Fernández | Stade Luis Suñer Picó, Alzira Spectateurs : 4 500 Arbitrage : Guillermo Cuadra Fernández |

|       | CD Arenteiro (4)       | 2 - 0   | UD Almería (1) |                                                                                                 |                                                                                                 |
| 21h00 | Escobar 4e · Mella 79e | (1 - 0) |                | Stade municipal Espiñedo, O Carballiño Spectateurs : 2 000 Arbitrage : Juan Luis Pulido Santana | Stade municipal Espiñedo, O Carballiño Spectateurs : 2 000 Arbitrage : Juan Luis Pulido Santana |
| 21h00 | [ Rapport]             |         |                | Stade municipal Espiñedo, O Carballiño Spectateurs : 2 000 Arbitrage : Juan Luis Pulido Santana | Stade municipal Espiñedo, O Carballiño Spectateurs : 2 000 Arbitrage : Juan Luis Pulido Santana |

### Deuxième tour
| 20 décembre 2022 | CF Intercity (3)   | 2 - 0   | CD Mirandés (2) |                                             |                                             |
| 19h              | Puig 7e · Marí 66e | (1 - 0) |                 | Stade Antonio Solana Arbitrage : R. Barrera | Stade Antonio Solana Arbitrage : R. Barrera |
| 19h              | [ Rapport]         |         |                 | Stade Antonio Solana Arbitrage : R. Barrera | Stade Antonio Solana Arbitrage : R. Barrera |

|     | CD Diocesano (4) | 0 - 2   | Getafe CF (1)      |                                                                           |                                                                           |
| 19h |                  | (0 - 1) | 31e 53e El Haddadi | Stade municipal Arroyo de la Luz, Arroyo de la Luz Arbitrage : J. Vasquez | Stade municipal Arroyo de la Luz, Arroyo de la Luz Arbitrage : J. Vasquez |
| 19h | [ Rapport]       |         |                    | Stade municipal Arroyo de la Luz, Arroyo de la Luz Arbitrage : J. Vasquez | Stade municipal Arroyo de la Luz, Arroyo de la Luz Arbitrage : J. Vasquez |

|     | CD Guadalajara (4) | 0 - 3   | Elche CF (1)                         |                                                                  |                                                                  |
| 19h |                    | (0 - 1) | 5e Milla · 82e Ponce · 90+2e Morente | Stade Pedro-Escartín, Guadalajara Arbitrage : J. Montero Munuera | Stade Pedro-Escartín, Guadalajara Arbitrage : J. Montero Munuera |
| 19h | [ Rapport]         |         |                                      | Stade Pedro-Escartín, Guadalajara Arbitrage : J. Montero Munuera | Stade Pedro-Escartín, Guadalajara Arbitrage : J. Montero Munuera |

|     | AD Alcorcón (3)                          | 1 - 1 2 - 4 t. a. b. | FC Cartagena (2)                               |                                                                 |                                                                 |
| 21h | Bravo 55e                                | (1 - 1)              | 73e Feuillassier                               | Stade municipal de Santo Domingo, Alcorcón Arbitrage : S.A Reig | Stade municipal de Santo Domingo, Alcorcón Arbitrage : S.A Reig |
| 21h | [ Rapport]                               |                      |                                                | Stade municipal de Santo Domingo, Alcorcón Arbitrage : S.A Reig | Stade municipal de Santo Domingo, Alcorcón Arbitrage : S.A Reig |
| 21h | Borrego · Bustos · Rivas Viondi · Garcia | Tirs au but 2 - 4    | de Blasis · Sadiku · Ortuno · Datkovic · Musto | Stade municipal de Santo Domingo, Alcorcón Arbitrage : S.A Reig | Stade municipal de Santo Domingo, Alcorcón Arbitrage : S.A Reig |

|     | CD Guijuelo (4)       | 1 - 2 ap | Villarreal CF (1)               |                                                             |                                                             |
| 21h | Carmona Rodriguez 14e | (1 - 1)  | 41e (pen.) Moreno · 93e Danjuma | Stade municipal Luis Ramos, Guijuelo Arbitrage : V. Pizarro | Stade municipal Luis Ramos, Guijuelo Arbitrage : V. Pizarro |
| 21h | [ Rapport]            |          |                                 | Stade municipal Luis Ramos, Guijuelo Arbitrage : V. Pizarro | Stade municipal Luis Ramos, Guijuelo Arbitrage : V. Pizarro |

|     | Real Unión (3) | 0 - 1   | RCD Majorque (1) |                                         |                                         |
| 21h |                | (0 - 1) | 20e Rodriguez    | Stadium Gal, Irun Arbitrage : J. Pulido | Stadium Gal, Irun Arbitrage : J. Pulido |
| 21h | [ Rapport]     |         |                  | Stadium Gal, Irun Arbitrage : J. Pulido | Stadium Gal, Irun Arbitrage : J. Pulido |

|     | Sestao River (4) | 0 - 1   | Athletic Bilbao (1) |                                                                  |                                                                  |
| 21h |                  | (0 - 1) | 32e García          | Campo Municipal de Las Llanas, Sestao Arbitrage : J.I Villanueva | Campo Municipal de Las Llanas, Sestao Arbitrage : J.I Villanueva |
| 21h | [ Rapport]       |         |                     | Campo Municipal de Las Llanas, Sestao Arbitrage : J.I Villanueva | Campo Municipal de Las Llanas, Sestao Arbitrage : J.I Villanueva |

|     | Atlético Paso (4) | 0 - 1   | Espanyol de Barcelone (1) |                                                          |                                                          |
| 22h |                   | (0 - 0) | 80e Melamed               | Stade municipal d'El Paso, El Paso Arbitrage : C.S Grado | Stade municipal d'El Paso, El Paso Arbitrage : C.S Grado |
| 22h | [ Rapport]        |         |                           | Stade municipal d'El Paso, El Paso Arbitrage : C.S Grado | Stade municipal d'El Paso, El Paso Arbitrage : C.S Grado |

| 21 décembre 2022 | CD Ibiza Islas Pitiusas (4) | 1 - 0   | SD Eibar (2) |                                                                                      |                                                                                      |
| 19h              | Sanchez 69e                 | (0 - 0) |              | Stade municipal de Can Misses, Ibiza Spectateurs : 600 Arbitrage : A. Fuentes Molina | Stade municipal de Can Misses, Ibiza Spectateurs : 600 Arbitrage : A. Fuentes Molina |
| 19h              | [ Rapport]                  |         |              | Stade municipal de Can Misses, Ibiza Spectateurs : 600 Arbitrage : A. Fuentes Molina | Stade municipal de Can Misses, Ibiza Spectateurs : 600 Arbitrage : A. Fuentes Molina |

|     | Levante UD (2)           | 2 - 1   | FC Andorra (2) |                                                                                       |                                                                                       |
| 19h | Brugui 12e · Cantero 42e | (2 - 0) | 59e Gil        | Stade Ciutat de València, Valence (Espagne) Spectateurs : 9 075 Arbitrage : I. Galech | Stade Ciutat de València, Valence (Espagne) Spectateurs : 9 075 Arbitrage : I. Galech |
| 19h | [ Rapport]               |         |                | Stade Ciutat de València, Valence (Espagne) Spectateurs : 9 075 Arbitrage : I. Galech | Stade Ciutat de València, Valence (Espagne) Spectateurs : 9 075 Arbitrage : I. Galech |

|     | AD Mérida (3) | 0 - 1   | Deportivo Alavés (2) |                                                                                      |                                                                                      |
| 19h |               | (0 - 1) | 25e Sevilla          | Stade Romano, Mérida (Espagne) Spectateurs : 4 597 Arbitrage : O. De La Fuente Ramos | Stade Romano, Mérida (Espagne) Spectateurs : 4 597 Arbitrage : O. De La Fuente Ramos |
| 19h | [ Rapport]    |         |                      | Stade Romano, Mérida (Espagne) Spectateurs : 4 597 Arbitrage : O. De La Fuente Ramos | Stade Romano, Mérida (Espagne) Spectateurs : 4 597 Arbitrage : O. De La Fuente Ramos |

|     | CD Numancia (3) | 0 - 3   | Sporting de Gijón (2)            |                                                                               |                                                                               |
| 19h |                 | (0 - 2) | 7e 9e Milovanović · 90+4e Garcia | Nouveau stade Los Pajaritos, Soria Spectateurs : 2 150 Arbitrage : A. C. Vega | Nouveau stade Los Pajaritos, Soria Spectateurs : 2 150 Arbitrage : A. C. Vega |
| 19h | [ Rapport]      |         |                                  | Nouveau stade Los Pajaritos, Soria Spectateurs : 2 150 Arbitrage : A. C. Vega | Nouveau stade Los Pajaritos, Soria Spectateurs : 2 150 Arbitrage : A. C. Vega |

|     | Atlético Saguntino (4)                          | 0 - 0 1 - 3 t. a. b. | Rayo Vallecano (1)        |                                                                         |                                                                         |
| 19h |                                                 | (0 - 0)              |                           | Camp Nou de Morvedre, Sagonte Spectateurs : 2 000 Arbitrage : G. Cuadra | Camp Nou de Morvedre, Sagonte Spectateurs : 2 000 Arbitrage : G. Cuadra |
| 19h | [ Rapport]                                      |                      |                           | Camp Nou de Morvedre, Sagonte Spectateurs : 2 000 Arbitrage : G. Cuadra | Camp Nou de Morvedre, Sagonte Spectateurs : 2 000 Arbitrage : G. Cuadra |
| 19h | Torrent · Carlos David · Serrano Iranzo · Ramon | Tirs au but 1 - 3    | Falcao · Palazon · Suárez | Camp Nou de Morvedre, Sagonte Spectateurs : 2 000 Arbitrage : G. Cuadra | Camp Nou de Morvedre, Sagonte Spectateurs : 2 000 Arbitrage : G. Cuadra |

|     | Arenas Club(4) | 1 - 5   | Real Valladolid (1)                                           |                                                                            |                                                                            |
| 21h | Bengoetxa 29e  | (1 - 2) | 35e Escudero · 35e Weissman · 53e Riki · 76e Pérez · 81e León | Stade municipal Gobela, Getxo Spectateurs : 1 200 Arbitrage : C. Del Cerro | Stade municipal Gobela, Getxo Spectateurs : 1 200 Arbitrage : C. Del Cerro |
| 21h | [ Rapport]     |         |                                                               | Stade municipal Gobela, Getxo Spectateurs : 1 200 Arbitrage : C. Del Cerro | Stade municipal Gobela, Getxo Spectateurs : 1 200 Arbitrage : C. Del Cerro |

|     | CD Arnedo (4) | 1 - 3   | CA Osasuna (1)            |                                                                |                                                                |
| 21h | Amelivia 65e  | (0 - 3) | 13e 31e Kike · 14e García | Stade Sendero, Arnedo Spectateurs : 4 000 Arbitrage : M. Lopez | Stade Sendero, Arnedo Spectateurs : 4 000 Arbitrage : M. Lopez |
| 21h | [ Rapport]    |         |                           | Stade Sendero, Arnedo Spectateurs : 4 000 Arbitrage : M. Lopez | Stade Sendero, Arnedo Spectateurs : 4 000 Arbitrage : M. Lopez |

|     | CD Coria (4) | 0 - 3   | Real Sociedad (1)                                               |                                                              |                                                              |
| 21h |              | (0 - 5) | 5e Navaro · 17e Cho · 45+1e (pen.) Méndez · 79e 84e Karrikaburu | Stade La Isla, Coria Spectateurs : 4 389 Arbitrage : A. Ruiz | Stade La Isla, Coria Spectateurs : 4 389 Arbitrage : A. Ruiz |
| 21h | [ Rapport]   |         |                                                                 | Stade La Isla, Coria Spectateurs : 4 389 Arbitrage : A. Ruiz | Stade La Isla, Coria Spectateurs : 4 389 Arbitrage : A. Ruiz |

|     | AD Ceuta FC (3)              | 3 - 2   | UD Ibiza (2)                        |                                                                         |                                                                         |
| 21h | González 14e 48e · Rodri 21e | (2 - 2) | 5e (csc) Lafarge · 45+4e Zenitagoia | Stade Alfonso Murube, Ceuta Spectateurs : 2 200 Arbitrage : L. Alvendiz | Stade Alfonso Murube, Ceuta Spectateurs : 2 200 Arbitrage : L. Alvendiz |
| 21h | [ Rapport]                   |         |                                     | Stade Alfonso Murube, Ceuta Spectateurs : 2 200 Arbitrage : L. Alvendiz | Stade Alfonso Murube, Ceuta Spectateurs : 2 200 Arbitrage : L. Alvendiz |

|     | Pontevedra CF (3) | 2 - 1   | CD Tenerife (2) |                                                                                  |                                                                                  |
| 21h | Gueye 2e 16e      | (2 - 0) | 63e Romero      | Stade Pasarón,Pontevedra Spectateurs : 1 000 Arbitrage : A. Gorostegui Fernandez | Stade Pasarón,Pontevedra Spectateurs : 1 000 Arbitrage : A. Gorostegui Fernandez |
| 21h | [ Rapport]        |         |                 | Stade Pasarón,Pontevedra Spectateurs : 1 000 Arbitrage : A. Gorostegui Fernandez | Stade Pasarón,Pontevedra Spectateurs : 1 000 Arbitrage : A. Gorostegui Fernandez |

|     | Juventud de Torremolinos (4) | 0 - 1   | Séville FC (1)                                        |                                                                                          |                                                                                          |
| 21h |                              | (0 - 3) | 31e Alvarez · 57e (csc) Dani[Lequel ?] · 90+2e Jordán | Stade municipal El Pozuelo, Torremolinos Spectateurs : 2 500 Arbitrage : I. Diaz de Mera | Stade municipal El Pozuelo, Torremolinos Spectateurs : 2 500 Arbitrage : I. Diaz de Mera |
| 21h | [ Rapport]                   |         |                                                       | Stade municipal El Pozuelo, Torremolinos Spectateurs : 2 500 Arbitrage : I. Diaz de Mera | Stade municipal El Pozuelo, Torremolinos Spectateurs : 2 500 Arbitrage : I. Diaz de Mera |

|     | UD Logroñés (3)                           | 0 - 0 4 - 3 t. a. b. | Albacete Balompié (2)                        |                                                                      |                                                                      |
| 21h |                                           | (0 - 0)              |                                              | Estadio Las Gaunas, Spectateurs : 3 000 Arbitrage : D. Galvez Rascon | Estadio Las Gaunas, Spectateurs : 3 000 Arbitrage : D. Galvez Rascon |
| 21h | [ Rapport]                                |                      |                                              | Estadio Las Gaunas, Spectateurs : 3 000 Arbitrage : D. Galvez Rascon | Estadio Las Gaunas, Spectateurs : 3 000 Arbitrage : D. Galvez Rascon |
| 21h | Boniquet · Saenz · Thior · Keita · Menudo | Tirs au but 4 - 3    | Marin · Garcia · Fuster · Rodriguez · Maikel | Estadio Las Gaunas, Spectateurs : 3 000 Arbitrage : D. Galvez Rascon | Estadio Las Gaunas, Spectateurs : 3 000 Arbitrage : D. Galvez Rascon |

| 22 décembre 2022 | CP Cacereño (4)             | 2 - 1   | Girona FC (1)   |                                                                          |                                                                          |
| 19h              | Serrano 17e · Fernandez 61e | (1 - 1) | 30e Castellanos | Stade Príncipe Felipe, Cáceres Spectateurs : 5 234 Arbitrage : J.A Rojas | Stade Príncipe Felipe, Cáceres Spectateurs : 5 234 Arbitrage : J.A Rojas |
| 19h              | [ Rapport]                  |         |                 | Stade Príncipe Felipe, Cáceres Spectateurs : 5 234 Arbitrage : J.A Rojas | Stade Príncipe Felipe, Cáceres Spectateurs : 5 234 Arbitrage : J.A Rojas |

|     | CD Eldense (3)    | 1 - 0   | Burgos CF (2) |                                                                                            |                                                                                            |
| 19h | Cordoba 44e (csc) | (1 - 0) |               | Stade municipal Nuevo Pepico-Amat, Elda Spectateurs : 2 400 Arbitrage : M. Busquets Ferrer | Stade municipal Nuevo Pepico-Amat, Elda Spectateurs : 2 400 Arbitrage : M. Busquets Ferrer |
| 19h | [ Rapport]        |         |               | Stade municipal Nuevo Pepico-Amat, Elda Spectateurs : 2 400 Arbitrage : M. Busquets Ferrer | Stade municipal Nuevo Pepico-Amat, Elda Spectateurs : 2 400 Arbitrage : M. Busquets Ferrer |

|     | SD Gernika Club (4) | 0 - 3   | Celta de Vigo (1)                       |                                                                  |                                                                  |
| 19h |                     | (0 - 1) | 31e Pérez · 55e Aidoo · 68e de la Torre | Stade Urbieta, Guernica Spectateurs : 2 857 Arbitrage : M. Ortiz | Stade Urbieta, Guernica Spectateurs : 2 857 Arbitrage : M. Ortiz |
| 19h | [ Rapport]          |         |                                         | Stade Urbieta, Guernica Spectateurs : 2 857 Arbitrage : M. Ortiz | Stade Urbieta, Guernica Spectateurs : 2 857 Arbitrage : M. Ortiz |

|     | Linares Deportivo (3) | 1 - 0   | Racing de Santander (2) |                                                                  |                                                                  |
| 19h | Corral 90+2e          | (0 - 0) |                         | Municipal de Linarejos Spectateurs : 3 388 Arbitrage : A. Moreno | Municipal de Linarejos Spectateurs : 3 388 Arbitrage : A. Moreno |
| 19h | [ Rapport]            |         |                         | Municipal de Linarejos Spectateurs : 3 388 Arbitrage : A. Moreno | Municipal de Linarejos Spectateurs : 3 388 Arbitrage : A. Moreno |

|     | CD Arenteiro (4) | 1 - 3   | Atlético de Madrid (1)                    |                                                                                   |                                                                                   |
| 21h | Marquitos 42e    | (1 - 1) | 45+1e (pen.) 90+1e Carrasco · 76e Barrios | Stade municipal Espiñedo, O Carballiño Spectateurs : 4 000 Arbitrage : P. Fuertes | Stade municipal Espiñedo, O Carballiño Spectateurs : 4 000 Arbitrage : P. Fuertes |
| 21h | [ Rapport]       |         |                                           | Stade municipal Espiñedo, O Carballiño Spectateurs : 4 000 Arbitrage : P. Fuertes | Stade municipal Espiñedo, O Carballiño Spectateurs : 4 000 Arbitrage : P. Fuertes |

|     | Gimnàstic de Tarragone (3)            | 2 - 1   | Málaga CF (2) |                                                                                  |                                                                                  |
| 21h | Domingo Ciuraneta 13e · Fernandez 81e | (1 - 1) | 32e N'Diaye   | Nouveau stade de Tarragone,Tarragone Spectateurs : 4 606 Arbitrage : I. Caparros | Nouveau stade de Tarragone,Tarragone Spectateurs : 4 606 Arbitrage : I. Caparros |
| 21h | [ Rapport]                            |         |               | Nouveau stade de Tarragone,Tarragone Spectateurs : 4 606 Arbitrage : I. Caparros | Nouveau stade de Tarragone,Tarragone Spectateurs : 4 606 Arbitrage : I. Caparros |

|     | CF La Nucía (3)                                    | 0 - 0 6 - 5 t. a. b. | UD Las Palmas (2)                                        |                                                                                        |                                                                                        |
| 21h |                                                    | (0 - 0)              |                                                          | Stade Olympique Camilo Cano, La Nucia Spectateurs : 1 200 Arbitrage : R. Sanchez Lopez | Stade Olympique Camilo Cano, La Nucia Spectateurs : 1 200 Arbitrage : R. Sanchez Lopez |
| 21h | [ Rapport]                                         |                      |                                                          | Stade Olympique Camilo Cano, La Nucia Spectateurs : 1 200 Arbitrage : R. Sanchez Lopez | Stade Olympique Camilo Cano, La Nucia Spectateurs : 1 200 Arbitrage : R. Sanchez Lopez |
| 21h | Calvo · Delgado · Pina · Garcia · Dasquet · Ortega | Tirs au but 6 - 5    | Cardona · Lemos · Pejino · Loiodice · Moleiro · Gonzalez | Stade Olympique Camilo Cano, La Nucia Spectateurs : 1 200 Arbitrage : R. Sanchez Lopez | Stade Olympique Camilo Cano, La Nucia Spectateurs : 1 200 Arbitrage : R. Sanchez Lopez |

|     | Real Oviedo (2) | 1 - 0   | Grenade CF (2) |                                                                        |                                                                        |
| 21h | Luengo 8e       | (0 - 0) |                | Stade Carlos-Tartiere,Oviedo Spectateurs : 12 724 Arbitrage : F. Maeso | Stade Carlos-Tartiere,Oviedo Spectateurs : 12 724 Arbitrage : F. Maeso |
| 21h | [ Rapport]      |         |                | Stade Carlos-Tartiere,Oviedo Spectateurs : 12 724 Arbitrage : F. Maeso | Stade Carlos-Tartiere,Oviedo Spectateurs : 12 724 Arbitrage : F. Maeso |

### Seizièmes de finale
| 3 janvier 2023 | FC Cartagena (2)  | 1 - 5   | Villarreal CF (1)                                                  |                                                                                       |                                                                                       |
| 19h            | Vazquez Perez 39e | (1 - 0) | 49e Baena · 56e Danjuma · 60e Morales · 85e Chukwueze · 90e Capoue | Stade Cartagonova, Carthagène (Espagne) Spectateurs : 14 800 Arbitrage : A. Hernandez | Stade Cartagonova, Carthagène (Espagne) Spectateurs : 14 800 Arbitrage : A. Hernandez |
| 19h            | [ Rapport]        |         |                                                                    | Stade Cartagonova, Carthagène (Espagne) Spectateurs : 14 800 Arbitrage : A. Hernandez | Stade Cartagonova, Carthagène (Espagne) Spectateurs : 14 800 Arbitrage : A. Hernandez |

|     | Espanyol de Barcelone (1)             | 3 - 1 ap | Celta de Vigo (1) |                                                                                 |                                                                                 |
| 19h | Puado 53e · Darder 97e · Melamed 118e | (0 - 1)  | 15e Paciência     | RCDE Stadium, Cornellà de Llobregat Spectateurs : 20 050 Arbitrage : J. Munuera | RCDE Stadium, Cornellà de Llobregat Spectateurs : 20 050 Arbitrage : J. Munuera |
| 19h | [ Rapport]                            |          |                   | RCDE Stadium, Cornellà de Llobregat Spectateurs : 20 050 Arbitrage : J. Munuera | RCDE Stadium, Cornellà de Llobregat Spectateurs : 20 050 Arbitrage : J. Munuera |

|     | CF La Nucía (3) | 0 - 3   | Valence CF (1)                      |                                                                                |                                                                                |
| 19h |                 | (0 - 2) | 3e Kluivert · 31e Moriba · 72e Duro | Stade Olympique Camilo Cano, La Nucia Spectateurs : 7 000 Arbitrage : M. Lopez | Stade Olympique Camilo Cano, La Nucia Spectateurs : 7 000 Arbitrage : M. Lopez |
| 19h | [ Rapport]      |         |                                     | Stade Olympique Camilo Cano, La Nucia Spectateurs : 7 000 Arbitrage : M. Lopez | Stade Olympique Camilo Cano, La Nucia Spectateurs : 7 000 Arbitrage : M. Lopez |

|     | CP Cacereño (4) | 0 - 1   | Real Madrid (1) |                                                      |                                                      |
| 21h |                 | (0 - 0) | 69e Rodrygo     | Stade Príncipe Felipe, Cáceres Arbitrage : G. Cuadra | Stade Príncipe Felipe, Cáceres Arbitrage : G. Cuadra |
| 21h | [ Rapport]      |         |                 | Stade Príncipe Felipe, Cáceres Arbitrage : G. Cuadra | Stade Príncipe Felipe, Cáceres Arbitrage : G. Cuadra |

|     | AD Ceuta FC (3)  | 1 - 0   | Elche CF (1) |                                                    |                                                    |
| 21h | Rodri 44e (pen.) | (0 - 0) |              | Stade Alfonso Murube, Ceuta Arbitrage : J. Vazquez | Stade Alfonso Murube, Ceuta Arbitrage : J. Vazquez |
| 21h | [ Rapport]       |         |              | Stade Alfonso Murube, Ceuta Arbitrage : J. Vazquez | Stade Alfonso Murube, Ceuta Arbitrage : J. Vazquez |

|     | Sporting de Gijón (2) | 2 - 0   | Rayo Vallecano (1) |                                                                    |                                                                    |
| 21h | Milovanović 57e 88e   | (0 - 0) |                    | Stade El Molinón, Gijón Spectateurs : 17 423 Arbitrage : J. Pulido | Stade El Molinón, Gijón Spectateurs : 17 423 Arbitrage : J. Pulido |
| 21h | [ Rapport]            |         |                    | Stade El Molinón, Gijón Spectateurs : 17 423 Arbitrage : J. Pulido | Stade El Molinón, Gijón Spectateurs : 17 423 Arbitrage : J. Pulido |

|     | Levante UD (2)                         | 3 - 2   | Getafe CF (1)      |                                                                                         |                                                                                         |
| 21h | Postigo 52e · Muñoz 62e · Wesley 90+1e | (0 - 1) | 34e 56e El Haddadi | Stade Ciutat de València, Valence (Espagne) Spectateurs : 11 403 Arbitrage : J. Sanchez | Stade Ciutat de València, Valence (Espagne) Spectateurs : 11 403 Arbitrage : J. Sanchez |
| 21h | [ Rapport]                             |         |                    | Stade Ciutat de València, Valence (Espagne) Spectateurs : 11 403 Arbitrage : J. Sanchez | Stade Ciutat de València, Valence (Espagne) Spectateurs : 11 403 Arbitrage : J. Sanchez |

| 4 janvier 2023 | Linares Deportivo (3) | 0 - 5   | Séville FC (1)                                           |                                                                                       |                                                                                       |
| 19h            |                       | (0 - 2) | 37e 40e 74e En-Nesyri · 57e (csc) Squadrone · 69e Lamela | Municipal de Linarejos, Linares (Andalousie) Spectateurs : 9 500 Arbitrage : A. Lahoz | Municipal de Linarejos, Linares (Andalousie) Spectateurs : 9 500 Arbitrage : A. Lahoz |
| 19h            | [ Rapport]            |         |                                                          | Municipal de Linarejos, Linares (Andalousie) Spectateurs : 9 500 Arbitrage : A. Lahoz | Municipal de Linarejos, Linares (Andalousie) Spectateurs : 9 500 Arbitrage : A. Lahoz |

|     | Pontevedra CF(3) | 0 - 2 ap | RCD Majorque (1)        |                                                                        |                                                                        |
| 19h |                  | (0 - 0)  | 97e Prats · 104e Muriqi | Stade Pasarón,Pontevedra Spectateurs : 10 500 Arbitrage : C. Del Cerro | Stade Pasarón,Pontevedra Spectateurs : 10 500 Arbitrage : C. Del Cerro |
| 19h | [ Rapport]       |          |                         | Stade Pasarón,Pontevedra Spectateurs : 10 500 Arbitrage : C. Del Cerro | Stade Pasarón,Pontevedra Spectateurs : 10 500 Arbitrage : C. Del Cerro |

|     | UD Logroñés (3) | 0 - 1   | Real Sociedad (1) |                                                                         |                                                                         |
| 19h |                 | (0 - 0) | 33e Navarro       | Estadio Las Gaunas, Logroño Spectateurs : 15 000 Arbitrage : P. Fuertes | Estadio Las Gaunas, Logroño Spectateurs : 15 000 Arbitrage : P. Fuertes |
| 19h | [ Rapport]      |         |                   | Estadio Las Gaunas, Logroño Spectateurs : 15 000 Arbitrage : P. Fuertes | Estadio Las Gaunas, Logroño Spectateurs : 15 000 Arbitrage : P. Fuertes |

|     | Real Oviedo (2) | 0 - 2   | Atlético de Madrid (1)     |                                                                       |                                                                       |
| 20h |                 | (0 - 1) | 24e Llorente · 83e Barrios | Stade Carlos-Tartiere,Oviedo Spectateurs : 27 303 Arbitrage : A. Ruiz | Stade Carlos-Tartiere,Oviedo Spectateurs : 27 303 Arbitrage : A. Ruiz |
| 20h | [ Rapport]      |         |                            | Stade Carlos-Tartiere,Oviedo Spectateurs : 27 303 Arbitrage : A. Ruiz | Stade Carlos-Tartiere,Oviedo Spectateurs : 27 303 Arbitrage : A. Ruiz |

|     | Deportivo Alavés (2) | 1 - 0   | Real Valladolid (1) |                                                                                  |                                                                                  |
| 21h | Sylla                | (1 - 0) |                     | Stade de Mendizorrotza, Vitoria-Gasteiz Spectateurs : 8 800 Arbitrage : M. Ortiz | Stade de Mendizorrotza, Vitoria-Gasteiz Spectateurs : 8 800 Arbitrage : M. Ortiz |
| 21h | [ Rapport]           |         |                     | Stade de Mendizorrotza, Vitoria-Gasteiz Spectateurs : 8 800 Arbitrage : M. Ortiz | Stade de Mendizorrotza, Vitoria-Gasteiz Spectateurs : 8 800 Arbitrage : M. Ortiz |

|     | CF Intercity (3)      | 3 - 4      | FC Barcelone (1)                                   |                                                                            |                                                                            |
| 21h | Soldevila 59e 74e 86e | (0 - 1 ap) | 4e Araújo · 66e Dembélé · 77e Raphinha · 103e Fati | Stade Antonio Solana, Alicante Spectateurs : 26 000 Arbitrage : V. Pizarro | Stade Antonio Solana, Alicante Spectateurs : 26 000 Arbitrage : V. Pizarro |
| 21h | [ Rapport]            |            |                                                    | Stade Antonio Solana, Alicante Spectateurs : 26 000 Arbitrage : V. Pizarro | Stade Antonio Solana, Alicante Spectateurs : 26 000 Arbitrage : V. Pizarro |

| 5 janvier 2023 | Gimnàstic de Tarragone (3) | 1 - 2 ap | CA Osasuna (1)               |                                                                                      |                                                                                      |
| 16h            | Fernandez 78e              | (0 - 1)  | 16e Kike · 112e (csc) Montes | Nouveau stade de Tarragone,Tarragone Spectateurs : 8 282 Arbitrage : I. Diza de Mera | Nouveau stade de Tarragone,Tarragone Spectateurs : 8 282 Arbitrage : I. Diza de Mera |
| 16h            | [ Rapport]                 |          |                              | Nouveau stade de Tarragone,Tarragone Spectateurs : 8 282 Arbitrage : I. Diza de Mera | Nouveau stade de Tarragone,Tarragone Spectateurs : 8 282 Arbitrage : I. Diza de Mera |

|     | CD Ibiza Islas Pitiusas (4) | 1 - 4   | Betis Séville (1)                                 |                                                                  |                                                                  |
| 16h | Bernal Ortiz 26e            | (1 - 0) | 54e 81e Willian José · 58e González · 90+3e Fekir | Stade municipal de Can Misses, Ibiza Arbitrage : J.I. Villanueva | Stade municipal de Can Misses, Ibiza Arbitrage : J.I. Villanueva |
| 16h | [ Rapport]                  |         |                                                   | Stade municipal de Can Misses, Ibiza Arbitrage : J.I. Villanueva | Stade municipal de Can Misses, Ibiza Arbitrage : J.I. Villanueva |

|     | CD Eldense (3) | 1 - 6   | Athletic Bilbao (1)                                                              |                                                                                    |                                                                                    |
| 21h | Soberon 67e    | (0 - 2) | 35e Williams · 41e 65e Berenguer · 59e Zarraga · 74e (csc) Correia · 90e Muniain | Stade municipal Nuevo Pepico-Amat, Elda Spectateurs : 5 700 Arbitrage : J.A. Rojas | Stade municipal Nuevo Pepico-Amat, Elda Spectateurs : 5 700 Arbitrage : J.A. Rojas |
| 21h | [ Rapport]     |         |                                                                                  | Stade municipal Nuevo Pepico-Amat, Elda Spectateurs : 5 700 Arbitrage : J.A. Rojas | Stade municipal Nuevo Pepico-Amat, Elda Spectateurs : 5 700 Arbitrage : J.A. Rojas |

### Huitièmes de finale
| 17 janvier 2023 | Real Sociedad (1) | 1 - 0   | RCD Majorque (1) |                                                      |                                                      |
| 19h             | Navarro 5e        | (1 - 0) |                  | Stade d'Anoeta, Saint-Sébastien Spectateurs : 23 408 | Stade d'Anoeta, Saint-Sébastien Spectateurs : 23 408 |
| 19h             | [ Rapport]        |         |                  | Stade d'Anoeta, Saint-Sébastien Spectateurs : 23 408 | Stade d'Anoeta, Saint-Sébastien Spectateurs : 23 408 |

|     | Deportivo Alavés (2) | 0 - 1   | FC Séville (1) |                                                                                    |                                                                                    |
| 21h |                      | (0 - 0) | 48e Rakitić    | Stade de Mendizorrotza, Vitoria-Gasteiz Spectateurs : 12 217 Arbitrage : C.S Grado | Stade de Mendizorrotza, Vitoria-Gasteiz Spectateurs : 12 217 Arbitrage : C.S Grado |
| 21h | [ Rapport]           |         |                | Stade de Mendizorrotza, Vitoria-Gasteiz Spectateurs : 12 217 Arbitrage : C.S Grado | Stade de Mendizorrotza, Vitoria-Gasteiz Spectateurs : 12 217 Arbitrage : C.S Grado |

| 18 janvier 2023 | Real Sporting de Gijón (2) | 0 - 4   | Valence CF (1)                           |                                                                             |                                                                             |
| 19h             |                            | (0 - 3) | 10e 39e Cavani · 21e Kluivert · 64e Lino | Stade El Molinón, Gijón Spectateurs : 14 265 Arbitrage : J. Munuera Montero | Stade El Molinón, Gijón Spectateurs : 14 265 Arbitrage : J. Munuera Montero |
| 19h             | [ Rapport]                 |         |                                          | Stade El Molinón, Gijón Spectateurs : 14 265 Arbitrage : J. Munuera Montero | Stade El Molinón, Gijón Spectateurs : 14 265 Arbitrage : J. Munuera Montero |

|     | Athletic Club Bilbao (1) | 1 - 0   | RCD Espanyol (1) |                                                                    |                                                                    |
| 20h | de Marcos 27e            | (1 - 0) |                  | Stade San Mamés, Bilbao Spectateurs : 37 564 Arbitrage : J. Pulido | Stade San Mamés, Bilbao Spectateurs : 37 564 Arbitrage : J. Pulido |
| 20h | [ Rapport]               |         |                  | Stade San Mamés, Bilbao Spectateurs : 37 564 Arbitrage : J. Pulido | Stade San Mamés, Bilbao Spectateurs : 37 564 Arbitrage : J. Pulido |

|     | Real Betis (1)                         | 2 - 2 ap 2 - 4 t. a. b. | CA Osasuna (1)                      |                                                                             |                                                                             |
| 21h | Carvalho 62e · Sabaly 100e             | (0 - 0)                 | 90+1e D. García · 106e R. García    | Stade Benito-Villamarín, Séville Spectateurs : 35 817 Arbitrage : J.A Rojas | Stade Benito-Villamarín, Séville Spectateurs : 35 817 Arbitrage : J.A Rojas |
| 21h | [ Rapport]                             |                         |                                     | Stade Benito-Villamarín, Séville Spectateurs : 35 817 Arbitrage : J.A Rojas | Stade Benito-Villamarín, Séville Spectateurs : 35 817 Arbitrage : J.A Rojas |
| 21h | Iglesias · Morón · Canales · Rodríguez | Tirs au but 2 - 4       | Ávila · Budimir · Moncayola · Barja | Stade Benito-Villamarín, Séville Spectateurs : 35 817 Arbitrage : J.A Rojas | Stade Benito-Villamarín, Séville Spectateurs : 35 817 Arbitrage : J.A Rojas |

|     | Levante UD (2) | 0 - 2   | Atlético de Madrid (1)      |                                                                                         |                                                                                         |
| 21h |                | (0 - 0) | 54e Morata · 90+1e Llorente | Stade Ciutat de València, Valence (Espagne) Spectateurs : 18 000 Arbitrage : J. Vazquez | Stade Ciutat de València, Valence (Espagne) Spectateurs : 18 000 Arbitrage : J. Vazquez |
| 21h | [ Rapport]     |         |                             | Stade Ciutat de València, Valence (Espagne) Spectateurs : 18 000 Arbitrage : J. Vazquez | Stade Ciutat de València, Valence (Espagne) Spectateurs : 18 000 Arbitrage : J. Vazquez |

| 19 janvier 2023 | AD Ceuta FC (3) | 0 - 5   | FC Barcelone (1)                                                       |                                                                        |                                                                        |
| 20h             |                 | (0 - 1) | 50e 90e Lewandowski · 41e Raphinha · 70e Ansu Fati · 77e Franck Kessié | Stade Alfonso Murube, Ceuta Spectateurs : 7 000 Arbitrage : J. Munuera | Stade Alfonso Murube, Ceuta Spectateurs : 7 000 Arbitrage : J. Munuera |
| 20h             | [ Rapport]      |         |                                                                        | Stade Alfonso Murube, Ceuta Spectateurs : 7 000 Arbitrage : J. Munuera | Stade Alfonso Murube, Ceuta Spectateurs : 7 000 Arbitrage : J. Munuera |

|     | Villarreal CF (1)         | 2 - 3   | Real Madrid (1)                           |                                                                             |                                                                             |
| 21h | Capoue 4e · Chukwueze 42e | (2 - 0) | 57e Vinícius · 69e Militão · 86e Ceballos | Stade de la Cerámica, Vila-real Spectateurs : 20 124 Arbitrage : J. Manzano | Stade de la Cerámica, Vila-real Spectateurs : 20 124 Arbitrage : J. Manzano |
| 21h | [ Rapport]                |         |                                           | Stade de la Cerámica, Vila-real Spectateurs : 20 124 Arbitrage : J. Manzano | Stade de la Cerámica, Vila-real Spectateurs : 20 124 Arbitrage : J. Manzano |

### Quarts de finale
| 25 janvier 2023 | FC Barcelone (1)    | 1 - 0   | Real Sociedad (1) |                                                           |                                                           |
| 21h             | Ousmane Dembélé 53e | (0 - 0) |                   | Spotify Camp Nou, Barcelone Arbitrage : Jesus Gil Manzano | Spotify Camp Nou, Barcelone Arbitrage : Jesus Gil Manzano |
| 21h             | [ Rapport]          |         |                   | Spotify Camp Nou, Barcelone Arbitrage : Jesus Gil Manzano | Spotify Camp Nou, Barcelone Arbitrage : Jesus Gil Manzano |

|     | CA Osasuna (1)                    | 2 - 1  | FC Séville (1)          |                                                                    |                                                                    |
| 22h | Ezequiel Ávila 72e · Ez Abde 100e | (0- 0) | 90+6e Youssef En-Nesyri | Stade El Sadar, Pampelune Arbitrage : Ricardo De Burgos Bengoetxea | Stade El Sadar, Pampelune Arbitrage : Ricardo De Burgos Bengoetxea |
| 22h | [ Rapport]                        |        |                         | Stade El Sadar, Pampelune Arbitrage : Ricardo De Burgos Bengoetxea | Stade El Sadar, Pampelune Arbitrage : Ricardo De Burgos Bengoetxea |

| 26 janvier 2023 | Valence CF (1)            | 1 - 3   | Athletic Club Bilbao (1)                                      |                                                                |                                                                |
| 20h             | Óscar de Marcos 44e (csc) | (1 - 2) | 36e Iker Muniain · 45e Nico Williams · 75e (pen.) Mikel Vesga | Stade de Mestalla, Valence Arbitrage : Carlos del Cerro Grande | Stade de Mestalla, Valence Arbitrage : Carlos del Cerro Grande |
| 20h             | [ Rapport]                |         |                                                               | Stade de Mestalla, Valence Arbitrage : Carlos del Cerro Grande | Stade de Mestalla, Valence Arbitrage : Carlos del Cerro Grande |

| 26 janvier 2023 | Real Madrid (1)                                           | 3 - 1   | Atlético de Madrid (1) |                                                              |                                                              |
| 21h             | Rodrygo 80e · Karim Benzema 105e · Vinícius Júnior 120+2e | (0 - 1) | 20e Álvaro Morata      | Stade Santiago-Bernabéu, Madrid Arbitrage : César Soto Grado | Stade Santiago-Bernabéu, Madrid Arbitrage : César Soto Grado |
| 21h             | [ Rapport]                                                |         |                        | Stade Santiago-Bernabéu, Madrid Arbitrage : César Soto Grado | Stade Santiago-Bernabéu, Madrid Arbitrage : César Soto Grado |

### Demi-finales
| Match aller | Real Madrid (1)                             | 0 - 1   | FC Barcelone (1)                     |                                                                         |                                                                         |
| 2 mars 2023 |                                             | (0 - 1) | 26e (csc) Militão                    | Stade Santiago-Bernabéu Spectateurs : ≈ 65 000 Arbitrage : José Munuera | Stade Santiago-Bernabéu Spectateurs : ≈ 65 000 Arbitrage : José Munuera |
| 2 mars 2023 | Vinícius Jr. 24e · Nacho 55e · Valverde 73e | Rapport | 45e Raphinha · 51e Gavi · 66e Kessié | Stade Santiago-Bernabéu Spectateurs : ≈ 65 000 Arbitrage : José Munuera | Stade Santiago-Bernabéu Spectateurs : ≈ 65 000 Arbitrage : José Munuera |

| Match retour | FC Barcelone (1) | 0 - 4   | Real Madrid (1)                                                                                               |  |  |
| 5 avril 2023 |                  | (0 - 1) | 45+1e Vinícius Jr. (Benzema ) · 50e Benzema (Luka Modrić ) · 58e (pen.) Benzema · 80e Benzema (Vinícius Jr. ) |  |  |
| 5 avril 2023 | Rapport          |         | |  |  |

| Match aller   | CA Osasuna (1)    | 1 - 0   | Athletic Club Bilbao (1) |  |  |
| 1er mars 2023 | ( Gómez) Abde 47e | (0 - 0) |                          |  |  |
| 1er mars 2023 | Rapport           |         |                          |  |  |

| Match retour | Athletic Club Bilbao (1) | 1 - 1 ap | CA Osasuna (1)           |  |  |
| 4 avril 2023 | ( Vesga) Williams 33e    | (1 - 0)  | 116e Ibáñez (Moncayola ) |  |  |
| 4 avril 2023 | Rapport                  |          |                          |  |  |

### Finale
La finale a lieu le 6 mai 2023, au stade de La Cartuja à Séville.
| Finale            | Real Madrid (1)                                                                   | 2 - 1   | CA Osasuna (1)                            | Stade olympique de Séville, Séville                          |                                                              |
| 6 mai 2023 22 h 0 | ( Vinícius Júnior) Rodrygo 2e · Rodrygo 70e                                       | (1 - 0) | 58e Torró                                 | Diffuseur : L'Équipe Arbitrage : José María Sánchez Martínez | Diffuseur : L'Équipe Arbitrage : José María Sánchez Martínez |
| 6 mai 2023 22 h 0 | Militão 41e · Vinícius Júnior 45e · Camavinga 75e · Valverde 90e · Courtois 90+4e | Rapport | 21e Moncayola · 37e García · 90+4e Ibañez | Diffuseur : L'Équipe Arbitrage : José María Sánchez Martínez | Diffuseur : L'Équipe Arbitrage : José María Sánchez Martínez |

## Meilleurs buteurs
Mise à jour : 25 janvier 2023
| Rang | Joueur            | Club              | Buts |
| ---- | ----------------- | ----------------- | ---- |
| 1er  | Kike Barja        | Osasuna           | 5    |
| 2e   | Karim Benzema     | Real Madrid       | 4    |
| 2e   | Uroš Milovanović  | Sporting de Gijón | 4    |
| 2e   | Munir El Haddadi  | Getafe CF         | 4    |
| 2e   | Oriol Soldevila   | CF Intercity      | 4    |
| 2e   | Youssef En-Nesyri | Séville FC        | 4    |
| 2e   | Samuel Chukwueze  | Villarreal CF     | 4    |
| 2e   | Robert Navarro    | Real Sociedad     | 4    |